# Saison 2009 de Sébastien Loeb en sport automobile
2008 2010
L'année 2009 marque l'une des saisons sportives les plus compliquées pour Sébastien Loeb depuis les prémices de sa carrière internationale. Après avoir remporté les cinq premières manches du Championnat du monde des rallyes, l'Alsacien fait soudainement face à plusieurs coups du sort lors de la période estivale. Le barème de points en vigueur favorisant avant tout la régularité, il cède la tête du classement mondial à Mikko Hirvonen et accumule un retard comptable significatif menaçant directement ses chances de conserver le titre. C'est finalement sur le fil, lors de la dernière épreuve du calendrier, qu'il parvient à décrocher un sixième sacre consécutif au terme d'un duel serré l'opposant à son adversaire finlandais. Toujours épaulé par son coéquipier Dani Sordo, il permet également à Citroën de remporter pour la cinquième fois le titre Constructeurs. Il poursuit enfin son apprentissage sur circuit en participant au coup d'envoi de la Super Série FFSA.

## Championnat du monde des rallyes
Désormais premier quintuple champion du monde de l'Histoire du WRC, Sébastien Loeb affirme au coup d'envoi de cette nouvelle saison n'avoir pas d'autres objectifs que celui de décrocher un sixième sacre. Toujours engagé au sein de Citroën Sport et épaulé par l'Espagnol Dani Sordo, l'Alsacien retrouve un environnement similaire à celui des deux années précédentes. La structure sportive de la marque aux chevrons élargit quant à elle son périmètre avec la création d'une équipe satellite dénommée Citroën Junior Team ayant pour mission d'accompagner la montée en puissance de jeunes espoirs sous contrat avec le constructeur, à commencer par Sébastien Ogier,. Le championnat du monde à proprement parler connaît en revanche de nombreux bouleversements régressifs, avec tout d'abord le retrait des écuries d'usine des groupes Suzuki et Subaru, laissant ainsi Ford comme seul et unique adversaire de l'armada tricolore. Les Finlandais Mikko Hirvonen et Jari-Matti Latvala, désormais matures sur le plan sportif, se posent ainsi une nouvelle fois comme les principales forces d'opposition parmi les pilotes,. Le calendrier touche également un point bas inédit depuis 1996 avec la réduction du nombre d'épreuves à douze et la disparition de manches historiques comme le rallye Monte-Carlo, le rallye de Suède, le rallye de Nouvelle-Zélande et le Tour de Corse en raison de divers conflits avec les organisateurs et au nom de l'alternance décidée par la FIA.

### 4th Rally Ireland
Pour la première fois depuis 1996, le rallye Monte-Carlo ne fait pas office de manche d'ouverture du calendrier mondial, supplanté par le rallye d'Irlande célébrant sa deuxième apparition en WRC après l'inauguration de 2007. Désormais disputée au cœur de la période hivernale, l'épreuve gaélique fait craindre aux différents concurrents des conditions météorologiques difficiles et la présence de verglas sur des routes asphalte réputées particulièrement bosselées. Vainqueur de la première édition, Sébastien Loeb adopte un rythme prudent lors de la première spéciale, organisée avant l'aube sous de fortes averses rendant les conditions d'adhérence très précaires : « C'était terrible. À 80 km/h en ligne droite, on partait en aquaplaning et comme il faisait nuit on ne voyait pas où était l'eau. Les routes ici font la largeur de la voiture, donc on n'a pas le choix au niveau des trajectoires. C'était inconduisible. ». Pointant en septième position, à plus de quarante secondes du leader, l'Alsacien profite d'une surface plus adaptée à ses pneus mixtes pour mettre fin au suspens et signe le scratch dans le secteur suivant. Jusqu'alors en tête, Jari-Matti Latvala ne résiste pas aux intempéries et part à la faute. Loeb monopolise le haut de la feuille des temps sur tous les tronçons restants de la première étape, amputée des deux dernières spéciales pour des raisons de sécurité, et s'empare des commandes après l'assistance de mi-parcours : « Il est étonnant de constater qu'un pneu neige fonctionne mieux qu'un pneu asphalte sous la pluie. Je me suis rapidement aperçu que je ne pouvais pas attaquer en asphalte au départ de la première étape. Dans l'obscurité, j'avais du mal à visualiser les nombreuses coulées d'eau et la voiture partait constamment en aquaplaning, même à basse vitesse. Je ne voulais pas prendre le risque de sortir de la route dès la première spéciale du championnat et j'ai préféré prendre mon mal en patience. Les réactions étaient ensuite beaucoup plus progressives et j'ai pu attaquer à ma guise. »,,. Titulaire de plus de quarante secondes d'avance sur son coéquipier Dani Sordo, le champion du monde poursuit sa série et enlève cinq des six scratchs au programme de la deuxième journée, un écart de trajectoire dans l'herbe le privant du Grand Chelem : « Il y a toujours beaucoup d'eau, les routes sont toujours très étroites, c'est très délicat, mais avec les pneus neige qu'on utilise, ça ne va pas mal. Il pleut tellement que ça lave la route et finalement c'est moins glissant que s'il y avait de la boue, mais il faut faire très attention car la limite est impossible à trouver. »,. Désormais détenteur d'une marge supérieure à la minute, Loeb décide d'assurer ses trajectoires et limite la prise de risques. Il franchit la ligne d'arrivée sans commettre d'erreur et s'impose pour s'emparer aussitôt de la tête du classement mondial : « Hormis la première boucle où nous n'avions pas choisi les bons pneus, nous avons bien contrôlé la course. Cela a été un rallye éprouvant mais je suis très content de prendre les dix points. Les rallyes asphalte ont une importance spéciale pour moi. Celui-ci a été piégeux pour tout le monde, mais on l'a fini, avec le maximum de points. C'est un bon début de saison. »,,.
| Étape   | Jour    | E.S. | Heure   | Nom              | Distance | Clas. Spé.         | Temps              | Vit. Moy.          | Clas. |
| ------- | ------- | ---- | ------- | ---------------- | -------- | ------------------ | ------------------ | ------------------ | ----- |
| Étape 1 | 30 jan  | SS1  | 8 h 13  | Glenboy 1        | 22,25 km | 7e                 | 13 min 26 s 0      | 99,4 km/h          | 7e    |
| Étape 1 | 30 jan  | SS2  | 9 h 01  | Cavan 1          | 15,09 km | 1er                | 8 min 31 s 5       | 106,2 km/h         | 2e    |
| Étape 1 | 30 jan  | SS3  | 9 h 42  | Aughnasheelan 1  | 25,19 km | 1er                | 14 min 35 s 2      | 103,6 km/h         | 2e    |
| Étape 1 | 30 jan  | SS4  | 13 h 02 | Glenboy 2        | 22,25 km | 1er                | 11 min 37 s 4      | 114,9 km/h         | 1er   |
| Étape 1 | 30 jan  | SS5  | 13 h 50 | Cavan 2          | 15,09 km | 1er                | 7 min 40 s 5       | 118,0 km/h         | 1er   |
| Étape 1 | 30 jan  | SS6  | 14 h 31 | Aughnasheelan 2  | 25,19 km | 1er                | 13 min 44 s 6      | 110,0 km/h         | 1er   |
| Étape 1 | 30 jan  | SS7  | 18 h 54 | Murley           | 24,70 km | Spéciales annulées | Spéciales annulées | Spéciales annulées | 1er   |
| Étape 1 | 30 jan  | SS8  | 19 h 39 | Fardross         | 14,77 km | Spéciales annulées | Spéciales annulées | Spéciales annulées | 1er   |
| Étape 2 | 31 jan  | SS9  | 8 h 13  | Sloughan Glen 1  | 27,76 km | 1er                | 14 min 43 s 3      | 113,1 km/h         | 1er   |
| Étape 2 | 31 jan  | SS10 | 9 h 06  | Ballinamallard 1 | 25,46 km | 1er                | 13 min 02 s 1      | 117,2 km/h         | 1er   |
| Étape 2 | 31 jan  | SS11 | 9 h 49  | Tempo 1          | 13,46 km | 1er                | 7 min 33 s 1       | 106,9 km/h         | 1er   |
| Étape 2 | 31 jan  | SS12 | 13 h 57 | Sloughan Glen 2  | 27,76 km | 5e                 | 14 min 47 s 6      | 112,6 km/h         | 1er   |
| Étape 2 | 31 jan  | SS13 | 14 h 50 | Ballinamallard 2 | 25,46 km | 1er                | 12 min 51 s 4      | 118,8 km/h         | 1er   |
| Étape 2 | 31 jan  | SS14 | 15 h 33 | Tempo 2          | 13,46 km | 1er                | 7 min 30 s 1       | 107,7 km/h         | 1er   |
| Étape 3 | 1er fév | SS15 | 8 h 35  | Geevagh          | 11,48 km | 2e                 | 6 min 12 s 3       | 111,0 km/h         | 1er   |
| Étape 3 | 1er fév | SS16 | 9 h 00  | Arigna           | 10,80 km | 1er                | 6 min 03 s 6       | 106,9 km/h         | 1er   |
| Étape 3 | 1er fév | SS17 | 9 h 51  | Lough Gill       | 13,51 km | 2e                 | 6 min 30 s 9       | 124,4 km/h         | 1er   |
| Étape 3 | 1er fév | SS18 | 12 h 09 | Donegal Bay      | 14,47 km | 4e                 | 8 min 24 s 1       | 103,3 km/h         | 1er   |
| Étape 3 | 1er fév | SS19 | 13 h 10 | Donegal Town     | 1,50 km  | 7e                 | 1 min 12 s 0       | 75,0 km/h          | 1er   |

### 27th Rally Norway
En vertu de l'alternance des épreuves voulue par la FIA, le rallye de Norvège effectue son retour au calendrier mondial pour une deuxième édition depuis son introduction en 2007 et remplace à ce titre son homologue suédois. Bien que la neige ne constitue pas sa surface de prédilection et que ses précédents résultats sur cette surface ne plaident pas en sa faveur, Sébastien Loeb se dit prêt à relever le défi tout en espérant que les conditions météorologiques ne lui seront pas défavorables lors de la première étape : « Je ne reste pas focalisé sur ma modeste performance de 2007, car beaucoup de choses ont évolué depuis. J'ai pris de l'expérience, nous avons beaucoup travaillé sur la voiture et les récents essais m'ont permis de me bâtir une bonne confiance. La neige n'en devient pas ma surface de jeu préférée pour autant, mais je suis très motivé pour offrir à nouveau un bon résultat à Citroën, dans la continuité de ce que nous avons fait en Irlande. Ce rallye avait été particulièrement difficile pour moi à cause de la couche de neige fraîche qui recouvrait la glace vive. J'avais beaucoup de mal à évaluer les changements d'adhérence et je ne m'étais jamais senti à l'aise. J'espère donc qu'il ne neigera pas pendant le week-end et que je pourrai me livrer à fond sur une belle couche de glace lisse ! »,,. Troisième à l'issue de la Super-Spéciale d'ouverture disputée à Oslo et remportée par Petter Solberg, de retour au volant d'une Citroën Xsara WRC privée datant de 2006, l'Alsacien se retrouve à la lutte pour les commandes du rallye face à Mikko Hirvonen et distance progressivement l'ensemble des autres concurrents. L'écart entre les deux hommes se maintiendra sous les huit secondes tout au long de la première journée, le Finlandais conservant un mince avantage du fait de la position d'ouvreur dévolue à Loeb avant de lâcher volontairement du temps dans la dernière spéciale du jour dans le but de circonscrire le Français dans son rôle de balayeur pour une étape supplémentaire : « Ma C4 WRC se montre très équilibrée sur ce terrain et j'apprécie vraiment cette belle bagarre avec Mikko. Je suis avant tout satisfait de m'être battu pour la première place avec les pilotes scandinaves. Ce n'est pas évident de rester sur la route à ces vitesses, nous sommes en permanence à la limite. Les conditions étaient particulièrement difficiles au second passage, car les voitures du Groupe N avaient déposé une couche de glace pilée dans la trajectoire que nous empruntons avec les WRC. »,,,. Titulaire d'une avance inférieure à trois secondes sur son rival au départ de la deuxième étape, Loeb adopte un rythme offensif et opte pour une prise de risques significative avec l'intention de faire plier le Finlandais, impressionnant ses rivaux par sa pointe de vitesse. Il s'impose sur l'ensemble des secteurs de la première boucle, construisant progressivement des écarts de quelques secondes dans chacun des tronçons. Les deuxièmes passages s'avèrent plus délicats en raison de la couche de neige ramenée sur la piste par les autres concurrents au cours de la matinée. L'Alsacien parvient malgré tout à limiter les dégâts en terminant trois des quatre spéciales de cette boucle devant Hirvonen pour finalement disposer d'une marge de quinze secondes lors du retour au parc fermé : « En partant devant lui, nous ne sommes pas maîtres du jeu. Nous essayons donc de creuser l'écart, nous ne pouvons pas gérer. Les conditions sont parfaites et ce duel est excitant. On n'a pas fait d'erreur et on prend vraiment beaucoup de plaisir. Quinze secondes, ce n'est pas énorme, mais c'est toujours mieux qu'une seconde. On est à la limite du début à la fin de chaque spéciale, pour creuser l'écart, parce qu'on ne sait jamais si ça va suffire. Au niveau pilotage, c'était vraiment génial surtout ce matin : il y avait de la bonne glace au sol, des beaux murs de neige. On a pris beaucoup de plaisir. »,,. Le Finlandais créé la surprise le lendemain en reprenant plus de cinq secondes dès la première spéciale. Handicapé par une couche de poudreuse à balayer, Loeb avoue être limité par les conditions avant de répliquer dans le secteur suivant et reconstituer ainsi sa marge. Le duel entre les deux pilotes se poursuit, le Nordique signant trois scratchs consécutifs avant le dernier chrono du jour que l'Alsacien remporte sur le fil, établissant un écart définitif inférieur à dix secondes. Après la Suède en 2004, le quintuple champion du monde s'impose ainsi sur neige pour la deuxième fois de sa carrière et conforte sa première place au classement mondial : « Ce fut surtout très difficile mentalement, sachant que je pouvais tout perdre jusqu'au dernier virage de la dernière spéciale. C'était un gros challenge pour moi de gagner ici. C'est génial car c'est un rallye merveilleux. »,,,,.
| Étape   | Jour   | E.S. | Heure   | Nom                | Distance | Clas. Spé. | Temps         | Vit. Moy.  | Clas. |
| ------- | ------ | ---- | ------- | ------------------ | -------- | ---------- | ------------- | ---------- | ----- |
| Étape 1 | 12 fév | SS1  | 20 h 00 | Super Special Oslo | 1,92 km  | 3e         | 1 min 33 s 5  | 73,9 km/h  | 3e    |
| Étape 1 | 13 fév | SS2  | 9 h 03  | Opaker 1           | 14,62 km | 2e         | 8 min 08 s 5  | 107,7 km/h | 2e    |
| Étape 1 | 13 fév | SS3  | 9 h 36  | Kirkenær 1         | 8,00 km  | 1er        | 6 min 36 s 8  | 72,6 km/h  | 1er   |
| Étape 1 | 13 fév | SS4  | 10 h 11 | Finnskogen 1       | 20,87 km | 3e         | 11 min 58 s 3 | 104,6 km/h | 2e    |
| Étape 1 | 13 fév | SS5  | 11 h 09 | Kongsvinger 1      | 13,45 km | 2e         | 8 min 59 s 2  | 89,8 km/h  | 2e    |
| Étape 1 | 13 fév | SS6  | 12 h 51 | Opaker 2           | 14,62 km | 4e         | 8 min 16 s 0  | 106,1 km/h | 2e    |
| Étape 1 | 13 fév | SS7  | 13 h 51 | Finnskogen 2       | 20,87 km | 3e         | 12 min 02 s 6 | 104,0 km/h | 2e    |
| Étape 1 | 13 fév | SS8  | 14 h 45 | Kongsvinger 2      | 13,45 km | 2e         | 9 min 11 s 8  | 87,7 km/h  | 2e    |
| Étape 1 | 13 fév | SS9  | 15 h 46 | Kirkenær 2         | 8,00 km  | 1er        | 6 min 55 s 0  | 69,4 km/h  | 1er   |
| Étape 2 | 14 fév | SS10 | 7 h 53  | Mountain 1         | 24,36 km | 1er        | 12 min 43 s 3 | 114,9 km/h | 1er   |
| Étape 2 | 14 fév | SS11 | 8 h 58  | Lillehammer 1      | 6,67 km  | 1er        | 5 min 04 s 8  | 78,8 km/h  | 1er   |
| Étape 2 | 14 fév | SS12 | 9 h 58  | Ringsaker 1        | 27,29 km | 1er        | 14 min 30 s 8 | 112,8 km/h | 1er   |
| Étape 2 | 14 fév | SS13 | 11 h 04 | Hamar 1            | 1,15 km  | 1er        | 1 min 11 s 8  | 57,7 km/h  | 1er   |
| Étape 2 | 14 fév | SS14 | 13 h 15 | Mountain 2         | 24,36 km | 3e         | 13 min 17 s 0 | 110,0 km/h | 1er   |
| Étape 2 | 14 fév | SS15 | 14 h 20 | Lillehammer 2      | 6,67 km  | 3e         | 5 min 17 s 4  | 75,7 km/h  | 1er   |
| Étape 2 | 14 fév | SS16 | 15 h 20 | Ringsaker 2        | 27,29 km | 2e         | 15 min 10 s 2 | 107,9 km/h | 1er   |
| Étape 2 | 14 fév | SS17 | 16 h 26 | Hamar 2            | 1,15 km  | 1er        | 1 min 14 s 1  | 55,9 km/h  | 1er   |
| Étape 3 | 15 fév | SS18 | 7 h 34  | Våler 1            | 30,03 km | 2e         | 16 min 12 s 8 | 111,1 km/h | 1er   |
| Étape 3 | 15 fév | SS19 | 8 h 35  | Elverum 1          | 13,31 km | 1er        | 6 min 18 s 9  | 126,5 km/h | 1er   |
| Étape 3 | 15 fév | SS20 | 9 h 23  | Budor 1            | 19,74 km | 2e         | 10 min 13 s 5 | 115,8 km/h | 1er   |
| Étape 3 | 15 fév | SS21 | 11 h 59 | Våler 2            | 30,03 km | 2e         | 16 min 29 s 8 | 109,2 km/h | 1er   |
| Étape 3 | 15 fév | SS22 | 13 h 00 | Elverum 2          | 13,31 km | 2e         | 6 min 25 s 1  | 124,4 km/h | 1er   |
| Étape 3 | 15 fév | SS23 | 13 h 48 | Budor 2            | 19,74 km | 1er        | 10 min 24 s 7 | 113,8 km/h | 1er   |

### 37th FxPro Cyprus Rally
Absent du calendrier depuis 2006, le rallye de Chypre effectue son retour en arborant pour la première fois un profil mixte terre/asphalte, format jusqu'alors inédit en mondial depuis le rallye Sanremo 1996 et tranchant radicalement avec celui des éditions précédentes dont les spéciales étaient réputées les plus cassantes du championnat. L'épreuve est également marquée par des changements d'ordre cosmétique au sein de la marque aux chevrons avec un rebranding de sa branche sportive, désormais baptisée Citroën Racing en remplacement de Citroën Sport, et un passage du rouge au blanc pour la couleur par défaut des livrées des voitures engagées,,. Spécialiste des revêtements goudronnés, Sébastien Loeb confirme sa réputation par une domination significative de la première étape, disputée sur asphalte bien que les freins, les suspensions et les pneus des véhicules utilisés par les pilotes soient destinés aux épreuves terre. Il s'adjuge ainsi les cinq premiers temps scratchs du rallye et ne manque le Grand Chelem que pour deux secondes dans le dernier chrono du jour au profit de son coéquipier Dani Sordo en raison d'un excès de prudence face à un début d'averse : « En ouvrant la route, je bénéficie d'une trajectoire parfaitement propre. J'essaie donc d'en profiter pour creuser l'écart avant les étapes sur terre. Même si nous ne roulons pas aussi vite que d'ordinaire sur l'asphalte, je dois dire que je trouve le pilotage de la C4 WRC assez plaisant. Il faut trouver le bon équilibre et ne pas trop glisser, mais c'est sympa. »,,. Détenteur de plus d'une minute d'avance sur Mikko Hirvonen, Loeb aborde la deuxième étape dans le rôle d'ouvreur, moins pénalisant qu'à l'accoutumée en raison des fortes pluies survenues durant la nuit. Son rival finlandais s'empare quant à lui de la deuxième place de Sordo dès la deuxième spéciale du jour et commence à refaire une partie de son retard. L'Alsacien parvient finalement à recouvrer sa marge initiale en signant le temps scratch dans Orkontas malgré un tête-à-queue, juste avant l'assistance de mi-parcours. Il parvient à limiter les dégâts dans les deux tronçons de l'après-midi, victime de problèmes de freins et d'un balayage plus pénalisant en raison des fortes chaleurs ayant asséchées les routes, et pointe au parc fermé avec une avance de cinquante secondes sur Hirvonen : « C'était une journée difficile et un après-midi un peu plus compliqué que depuis le début, parce que les spéciales avaient séché et qu'on avait le handicap d'ouvrir la route. On a eu des soucis de freins dans l'ES10, j'étais obligé de pomper avec la pédale, puis on a réussi à faire une purge sur le parcours routier mais dans l'ES11 les freins arrière chauffaient beaucoup. On a géré tout ça et j'ai fait un petit tête-à-queue dans une épingle. »,,. Adoptant un rythme prudent dans les trois spéciales de la dernière étape, le champion du monde assure ses trajectoires et contrôle la remontée de ses adversaires pour finalement s'imposer pour la quatrième fois consécutive à Chypre et signer ainsi la cinquantième victoire de sa carrière en WRC : « Il y a quelques années, quand on a commencé avec Daniel, cinquante victoires c'était impossible à imaginer. C'est un nombre qui sonne bien, une belle étape de franchie. ». Avec ce premier succès en mondial dans une épreuve mixte terre/asphalte, Loeb devient également le premier pilote à s'être imposé sur les six surfaces différentes du championnat,,,.
| Étape   | Jour   | E.S. | Heure   | Nom           | Distance | Clas. Spé. | Temps         | Vit. Moy. | Clas. |
| ------- | ------ | ---- | ------- | ------------- | -------- | ---------- | ------------- | --------- | ----- |
| Étape 1 | 13 mar | SS1  | 9 h 23  | Panagia 1     | 30,33 km | 1er        | 22 min 01 s 3 | 82,6 km/h | 1er   |
| Étape 1 | 13 mar | SS2  | 10 h 21 | Mylikouri 1   | 7,37 km  | 1er        | 5 min 33 s 9  | 79,5 km/h | 1er   |
| Étape 1 | 13 mar | SS3  | 10 h 46 | Gerakies 1    | 29,40 km | 1er        | 21 min 09 s 2 | 83,4 km/h | 1er   |
| Étape 1 | 13 mar | SS4  | 14 h 34 | Panagia 2     | 30,33 km | 1er        | 22 min 06 s 8 | 82,3 km/h | 1er   |
| Étape 1 | 13 mar | SS5  | 15 h 32 | Mylikouri 2   | 7,37 km  | 1er        | 5 min 34 s 9  | 79,2 km/h | 1er   |
| Étape 1 | 13 mar | SS6  | 15 h 57 | Gerakies 2    | 29,40 km | 2e         | 21 min 20 s 2 | 82,7 km/h | 1er   |
| Étape 2 | 14 mar | SS7  | 8 h 43  | Anadiou Dam 1 | 11,70 km | 3e         | 11 min 09 s 2 | 62,9 km/h | 1er   |
| Étape 2 | 14 mar | SS8  | 9 h 11  | Pano Panagia  | 28,17 km | 2e         | 30 min 31 s 3 | 55,4 km/h | 1er   |
| Étape 2 | 14 mar | SS9  | 11 h 19 | Orkontas      | 18,54 km | 1er        | 18 min 36 s 5 | 59,8 km/h | 1er   |
| Étape 2 | 14 mar | SS10 | 15 h 17 | Xyliatos      | 30,94 km | 6e         | 28 min 34 s 1 | 65,0 km/h | 1er   |
| Étape 2 | 14 mar | SS11 | 16 h 20 | Kourdali      | 26,25 km | 8e         | 27 min 06 s 4 | 58,1 km/h | 1er   |
| Étape 3 | 15 mar | SS12 | 9 h 18  | Finí          | 30,03 km | 3e         | 26 min 24 s 5 | 68,2 km/h | 1er   |
| Étape 3 | 15 mar | SS13 | 10 h 49 | Anadiou       | 40,54 km | 4e         | 39 min 44 s 3 | 61,2 km/h | 1er   |
| Étape 3 | 15 mar | SS14 | 12 h 02 | Anadiou Dam 2 | 11,70 km | 3e         | 10 min 42 s 1 | 65,6 km/h | 1er   |

### 43º Vodafone Rally de Portugal
Première manche disputée intégralement sur terre de la saison après trois épreuves au profil très spécifique, le rallye du Portugal attire cette année particulièrement l'attention des observateurs en raison du retour annoncé de Marcus Grönholm pour une pige au volant d'une Subaru Impreza WRC de 2008,,,,. Quatrième à l'issue de la Super-Spéciale d'ouverture, Sébastien Loeb abandonne plus de vingt-cinq secondes dans les trois cents premiers mètres de Ourique, premier secteur significatif, aveuglé par la poussière soulevée par une légère sortie de route. Handicapé par sa position d'ouvreur, il parvient à limiter les dégâts face aux pilotes de tête en signant le scratch dans les deux passages de Malhão et en profitant de l'abandon du leader Jari-Matti Latvala, parti à la faute. Il rejoint finalement le parc fermé de fin d'étape en troisième position du classement provisoire après la décision de Grönholm de ralentir volontairement pour profiter d'un ordre de passage plus avantageux le lendemain : « Être à une vingtaine de secondes du leader à ce stade de la course me convient tout à fait. Je m’attendais à ce que Mikko Hirvonen lève le pied dans la dernière spéciale, mais il a joué le jeu en choisissant de conserver la tête. Il n'y a pas eu de tactiques, chacun est à sa place et c'est très bien ainsi. Je suis plutôt satisfait de ne pas ouvrir la route demain, mais rien n'est joué. J'ai prouvé aujourd'hui que l'on pouvait jouer avec les autres malgré ce handicap ! »,,. Bénéficiant d'un balayage amoindri, l'Alsacien domine la deuxième étape en s'imposant sur l'intégralité des spéciales au programme. Adoptant un rythme agressif, il s'empare des commandes aux dépens de Mikko Hirvonen dès le deuxième secteur du jour puis construit progressivement une avance de près de trente secondes sur le Finlandais, notamment par une meilleure gestion des pneumatiques lors des deux passages de Almodovar : « On ne pouvait pas espérer plus, à la régulière, sans erreur de Mikko. Il a fait une belle journée, on est repassés devant, je suis très content. L'écart dans la spéciale du milieu, ça doit être un ensemble de choses : le balayage, une question de feeling personnel et les pneus. J'ai beaucoup géré les pneus au deuxième passage, pour ne pas les chauffer et garder une voiture très neutre, ne pas forcer sur le train avant, essayer de rouler très propre. »,,. En dépit du balayage, Loeb poursuit sa série de temps scratchs lors de la dernière journée de course, Hirvonen ayant manqué de partir à la faute sous la pression avant de finalement se résigner à assurer sa deuxième place. Le champion du monde rejoint ainsi l'arrivée sans commettre d'erreur et compte dès lors, avec ce nouveau succès, le même nombre de victoires que son compatriote Alain Prost en Formule 1 : « Quatre victoires lors des quatre premières courses, jamais nous n'avions débuté une saison de façon aussi exceptionnelle. Comme toujours, les choses n'ont pas été faciles. Nous avons fait une petite faute le premier jour, puis nous avons du attaquer pour remonter. La seconde journée s'est passée comme dans un rêve et nous avons pu gérer notre avance ce matin. C'est bien que l'équipe Ford ait choisi de ne pas mettre en place de stratégie le vendredi soir. De même, nous avons joué le jeu samedi et c'est bien que nous ayons gagné de cette façon. »,,,.
| Étape   | Jour  | E.S. | Heure   | Nom                   | Distance | Clas. Spé. | Temps         | Vit. Moy.  | Clas. |
| ------- | ----- | ---- | ------- | --------------------- | -------- | ---------- | ------------- | ---------- | ----- |
| Étape 1 | 2 avr | SS1  | 16 h 50 | SSS Estádio Algarve 1 | 2,21 km  | 4e         | 2 min 10 s 9  | 60,8 km/h  | 4e    |
| Étape 1 | 3 avr | SS2  | 10 h 20 | Ourique 1             | 23,42 km | 9e         | 14 min 52 s 8 | 94,4 km/h  | 7e    |
| Étape 1 | 3 avr | SS3  | 11 h 17 | Silves 1              | 21,54 km | 5e         | 12 min 22 s 8 | 104,4 km/h | 5e    |
| Étape 1 | 3 avr | SS4  | 12 h 00 | Malhão 1              | 22,04 km | 1er        | 14 min 10 s 8 | 93,3 km/h  | 4e    |
| Étape 1 | 3 avr | SS5  | 15 h 00 | Ourique 2             | 23,42 km | 2e         | 14 min 32 s 5 | 96,6 km/h  | 4e    |
| Étape 1 | 3 avr | SS6  | 15 h 57 | Silves 2              | 21,54 km | 3e         | 12 min 14 s 2 | 105,6 km/h | 4e    |
| Étape 1 | 3 avr | SS7  | 16 h 40 | Malhão 2              | 22,04 km | 1er        | 14 min 06 s 6 | 93,7 km/h  | 3e    |
| Étape 2 | 4 avr | SS8  | 9 h 55  | Santa Clara 1         | 22,61 km | 1er        | 13 min 52 s 3 | 97,8 km/h  | 2e    |
| Étape 2 | 4 avr | SS9  | 10 h 30 | Almodovar 1           | 27,18 km | 1er        | 17 min 14 s 6 | 94,6 km/h  | 1er   |
| Étape 2 | 4 avr | SS10 | 11 h 40 | Vascão 1              | 22,80 km | 1er        | 14 min 47 s 2 | 92,5 km/h  | 1er   |
| Étape 2 | 4 avr | SS11 | 14 h 50 | Santa Clara 2         | 22,61 km | 1er        | 13 min 50 s 0 | 98,1 km/h  | 1er   |
| Étape 2 | 4 avr | SS12 | 15 h 25 | Almodovar 2           | 27,18 km | 1er        | 17 min 20 s 3 | 94,1 km/h  | 1er   |
| Étape 2 | 4 avr | SS13 | 16 h 35 | Vascão 2              | 22,80 km | 1er        | 14 min 40 s 6 | 93,2 km/h  | 1er   |
| Étape 3 | 5 avr | SS14 | 7 h 50  | Loulé 1               | 22,65 km | 1er        | 15 min 46 s 6 | 86,1 km/h  | 1er   |
| Étape 3 | 5 avr | SS15 | 8 h 45  | S. Brás Alportel 1    | 16,23 km | 1er        | 11 min 40 s 1 | 83,5 km/h  | 1er   |
| Étape 3 | 5 avr | SS16 | 11 h 16 | Loulé 2               | 22,65 km | 4e         | 15 min 39 s 6 | 86,8 km/h  | 1er   |
| Étape 3 | 5 avr | SS17 | 12 h 11 | S. Brás Alportel 2    | 16,23 km | 2e         | 11 min 38 s 4 | 83,7 km/h  | 1er   |
| Étape 3 | 5 avr | SS18 | 14 h 00 | SSS Estádio Algarve 2 | 2,21 km  | 3e         | 2 min 12 s 8  | 59,9 km/h  | 1er   |

### 29º YPF Rally Argentina
Après quatre manches consécutives disputées sur le continent européen, le championnat du monde met le cap vers l'Amérique du Sud avec le rallye d'Argentine, caractérisé par des spéciales au revêtement sablonneux et variées en termes de technicité. Après une édition 2008 marquée par une réglementation imposant aux pilotes des pneumatiques inadaptés au vu des conditions météorologiques, les instances dirigeantes ont cette année revu leur copie avec la sélection de gommes tendres plus polyvalentes. Quadruple vainqueur sortant, Sébastien Loeb s'impose dans la Super-Spéciale d'ouverture avant de subir les effets du balayage dus à sa position d'ouvreur dans les premiers secteurs significatifs. Il parvient malgré tout à rester dans le sillage de son principal adversaire Mikko Hirvonen avec un écart inférieur à la seconde lors de l'assistance de mi-journée. Auteur du temps scratch dans les deux passages de San Marcos - Charbonier, il se maintient à la lutte dans le trio de tête, incluant son rival finlandais ainsi que son coéquipier Dani Sordo, avant de voir ses efforts réduits à néant dans deux épingles manquées lors de la dernière spéciale du jour : « Le balayage est plus ou moins handicapant selon les secteurs. Après les deux premières spéciales, nous avons changé les réglages de différentiel et j'ai modifié mon style de pilotage. Ici, il ne faut pas hésiter à se lâcher et à faire glisser la voiture plus que de coutume. Cela n'est pas seulement bénéfique pour les spectateurs, c'est aussi payant sur le plan chronométrique. J'ai attaqué toute la journée pour finalement lâcher ces précieuses secondes dans deux épingles. Seize secondes de retard, ce n'est pas insurmontable mais c'est plus que ce que j'aurais voulu »,,. Désormais titulaire d'un ordre de passage moins pénalisant, l'Alsacien entame une remontée dès le coup d'envoi de la deuxième étape en s'imposant dans les quatre secteurs de la boucle matinale pour se porter en tête avec une avance de sept secondes sur Hirvonen. Le Finlandais entreprend une contre-attaque dans les deuxièmes passages avant d'être contraint à l'abandon dans Mina Clavero - Giulio Cèsare pour cause de surchauffe moteur, ouvrant ainsi un véritable boulevard aux deux pilotes Citroën : « C'est forcément plus facile quand on n'ouvre pas la route. Toutefois je ne pense pas que le balayage avait autant d'importance qu'hier. Les routes étaient humides, parfois boueuses. Ces conditions me convenaient et j'ai pu attaquer pour reprendre la tête. La seule vraie péripétie de cette matinée a eu lieu dans la première spéciale. Dans une portion très rapide, je n'avais pas noté une bosse qui m'a surpris en envoyant la voiture très haut ! Heureusement tout s'est bien terminé. »,. En tête avec une marge de près d'une minute sur son coéquipier et sans assistance au programme, Loeb opte pour une réduction de la prise de risques au cours de la dernière journée de course. Il signe malgré tout trois temps scratchs supplémentaires et remporte une cinquième victoire consécutive depuis le coup d'envoi de la saison en autant de manches disputées, effaçant ainsi les précédents records de Massimo Biasion datant de 1988 et 1989 : « C'est toujours un grand moment de remporter ce rallye. La course a été difficile au début, il a fallu se donner au maximum jusqu'au samedi midi. Les choses étaient en train de tourner à notre avantage quand Mikko Hirvonen a eu son problème. Cela nous a ensuite permis de gérer. J'ai choisi de conserver un bon rythme jusqu'au bout, car il est toujours facile de faire une erreur sur une bosse ou en touchant une de ces grosses pierres qui jalonnent les spéciales. En tous cas, je ne vois pas quoi demander de plus après un tel début de saison ! »,.
| Étape   | Jour   | E.S. | Heure   | Nom                              | Distance | Clas. Spé. | Temps         | Vit. Moy.  | Clas. |
| ------- | ------ | ---- | ------- | -------------------------------- | -------- | ---------- | ------------- | ---------- | ----- |
| Étape 1 | 23 avr | SS1  | 19 h 05 | Estadio Córdoba 1                | 2,40 km  | 1er        | 2 min 23 s 6  | 60,2 km/h  | 1er   |
| Étape 1 | 24 avr | SS2  | 7 h 45  | La Cumbre - Agua de Oro 1        | 14,94 km | 5e         | 12 min 57 s 0 | 69,2 km/h  | 4e    |
| Étape 1 | 24 avr | SS3  | 8 h 41  | Ascochinga - La Cumbre 1         | 22,38 km | 3e         | 14 min 50 s 4 | 90,5 km/h  | 4e    |
| Étape 1 | 24 avr | SS4  | 9 h 44  | Capilla del Monte - San Marcos 1 | 22,95 km | 2e         | 17 min 34 s 3 | 78,4 km/h  | 2e    |
| Étape 1 | 24 avr | SS5  | 10 h 16 | San Marcos - Charbonier 1        | 9,61 km  | 1er        | 6 min 32 s 5  | 88,1 km/h  | 2e    |
| Étape 1 | 24 avr | SS6  | 14 h 26 | Ascochinga - La Cumbre 2         | 22,38 km | 3e         | 14 min 34 s 6 | 92,1 km/h  | 3e    |
| Étape 1 | 24 avr | SS7  | 15 h 29 | Capilla del Monte - San Marcos 2 | 22,95 km | 4e         | 17 min 19 s 2 | 79,5 km/h  | 3e    |
| Étape 1 | 24 avr | SS8  | 16 h 01 | San Marcos - Charbonier 2        | 9,61 km  | 1er        | 6 min 28 s 9  | 89,0 km/h  | 3e    |
| Étape 1 | 24 avr | SS9  | 17 h 04 | La Cumbre - Agua de Oro 2        | 14,94 km | 6e         | 12 min 47 s 1 | 70,1 km/h  | 3e    |
| Étape 2 | 25 avr | SS10 | 9 h 38  | El Mirador - San Lorenzo 1       | 20,81 km | 1er        | 11 min 28 s 0 | 108,9 km/h | 3e    |
| Étape 2 | 25 avr | SS11 | 10 h 12 | Mina Clavero - Giulio Cèsare 1   | 22,79 km | 1er        | 18 min 18 s 2 | 74,7 km/h  | 2e    |
| Étape 2 | 25 avr | SS12 | 11 h 00 | El Cóndor - Copina 1             | 16,29 km | 1er        | 13 min 04 s 6 | 74,7 km/h  | 1er   |
| Étape 2 | 25 avr | SS13 | 11 h 46 | Icho Cruz - Carlos Paz 1         | 9,73 km  | 1er        | 6 min 19 s 4  | 92,3 km/h  | 1er   |
| Étape 2 | 25 avr | SS14 | 15 h 23 | El Mirador - San Lorenzo 2       | 20,81 km | 2e         | 11 min 23 s 2 | 109,7 km/h | 1er   |
| Étape 2 | 25 avr | SS15 | 15 h 57 | Mina Clavero - Giulio Cèsare 2   | 22,79 km | 1er        | 18 min 04 s 5 | 75,7 km/h  | 1er   |
| Étape 2 | 25 avr | SS16 | 16 h 45 | El Cóndor - Copina 2             | 16,29 km | 2e         | 13 min 07 s 9 | 74,4 km/h  | 1er   |
| Étape 2 | 25 avr | SS17 | 17 h 31 | Icho Cruz - Carlos Paz 2         | 9,73 km  | 1er        | 6 min 26 s 6  | 90,6 km/h  | 1er   |
| Étape 2 | 25 avr | SS18 | 19 h 05 | Estadio Córdoba 2                | 2,40 km  | 2e         | 2 min 23 s 7  | 60,1 km/h  | 1er   |
| Étape 3 | 26 avr | SS19 | 8 h 48  | Villa Giardino - La Falda        | 15,78 km | 1er        | 11 min 18 s 2 | 83,8 km/h  | 1er   |
| Étape 3 | 26 avr | SS20 | 9 h 20  | Valle Hermoso - Casa Grande      | 10,95 km | 1er        | 7 min 14 s 8  | 90,7 km/h  | 1er   |
| Étape 3 | 26 avr | SS21 | 10 h 03 | Cosquín - Tanti                  | 11,27 km | 2e         | 6 min 20 s 9  | 106,5 km/h | 1er   |
| Étape 3 | 26 avr | SS22 | 10 h 26 | Tanti Nuevo - Villa Garcia       | 7,60 km  | 2e         | 4 min 16 s 1  | 106,8 km/h | 1er   |
| Étape 3 | 26 avr | SS23 | 12 h 05 | Estadio Córdoba 3                | 2,40 km  | 1er        | 2 min 26 s 6  | 58,9 km/h  | 1er   |

### 6º Rally d'Italia-Sardegna
Avec un parcours renouvelé aux trois quarts conformément à la volonté des organisateurs, le rallye de Sardaigne tend progressivement à se détacher de sa réputation d'épreuve cassante et sinueuse pour finalement adopter un format plus varié et technique. Le profil abrasif des spéciales demeure néanmoins, avec la présence d'un sol dur recouvert d'une épaisse couche de sable pénalisant d'autant plus les premiers pilotes à s'élancer,. En quête d'une septième victoire consécutive, Sébastien Loeb souffre dans la boucle matinale de la première étape du fait de sa position d'ouvreur. Deuxième à l'assistance de mi-journée, il parvient à devancer son principal rival au championnat Mikko Hirvonen mais affiche un déficit de près de quinze secondes sur Jari-Matti Latvala, ce dernier profitant d'une position de départ plus avantageuse. Les deuxièmes passages demeurent handicapant pour l'Alsacien. Bien qu'auteur du scratch dans le secteur de Loelle, il ne cesse de concéder du temps sur Latvala. En concertation avec son équipe, décision est alors prise de ralentir volontairement dans le dernier chrono du jour afin de laisser suffisamment d'avance au Finlandais pour que ce dernier choisisse de rester leader et d'écoper ainsi du rôle de balayeur lors de la deuxième étape : « J'ai constaté que je ne parviendrais pas à me défaire de Hirvonen en étant premier sur la route. Même en attaquant, je ne parvenais pas à creuser l'écart. Après mûre réflexion, nous avons décidé de laisser quarante secondes d'avance à Latvala pour qu'il choisisse de rester en tête. Dans le même temps, Mikko s'est trompé dans ses calculs et il partira lui aussi devant moi samedi. »,. Après avoir abandonné douze secondes supplémentaires dans la première spéciale du lendemain en raison de rails creusés dans les graviers et rendant sa voiture instable, Loeb enregistre deux temps scratchs consécutifs avant l'assistance de mi-parcours, lui permettant ainsi de combler près de la moitié de son retard et de s'emparer de la seconde place de Mikko Hirvonen au classement provisoire. Mais un problème de freins défectueux le contraint à procéder à une purge pendant la liaison. En retard d'une minute au pointage en raison de cet incident, il écope de dix secondes de pénalité et rétrograde à la troisième place. Les coups du sort s'acharnent sur le champion du monde durant la deuxième boucle. Victime d'une crevaison dans Fiorentini alors qu'il était en tête des temps partiels, il abandonne plus d'une minute au général malgré un changement de roue effectué en un temps record sur le bord de la route. Désormais quatrième et accusant un retard lui ôtant toute chance de victoire à la régulière, l'Alsacien réduit la prise de risques, se bornant à reprendre les quelques secondes le séparant de la dernière marche du podium occupée par Petter Solberg. Il parvient à dépasser le Norvégien au terme de la quinzième spéciale après avoir abandonné plus de quarante secondes au cours de la matinée en raison de la poussière stagnante et rejoint finalement l'arrivée sans commettre d'erreur. Mais quelques heures après la cérémonie de clôture, l'équipage franco-monégasque est finalement sanctionné d'une pénalité supplémentaire de deux minutes le rétrogradant en quatrième position, les commissaires ayant estimé qu'au moment du changement de roue effectué le samedi, le copilote Daniel Elena avait détaché son harnais de sécurité avant l'arrêt complet de la voiture : « Je suis évidemment déçu que cette belle série de victoires s'arrête, mais cela devait bien arriver un jour. Au moins, on arrêtera de me parler de ce Grand Chelem auquel je n'ai moi-même jamais pensé ! Nos ennuis du week-end prouvent que rien n'est jamais acquis dans ce championnat, dont les difficultés sont sans égal. »,,.
| Étape   | Jour   | E.S. | Heure   | Nom            | Distance | Clas. Spé. | Temps         | Vit. Moy.  | Clas. |
| ------- | ------ | ---- | ------- | -------------- | -------- | ---------- | ------------- | ---------- | ----- |
| Étape 1 | 22 mai | SS1  | 9 h 32  | Sa Conchedda 1 | 14,99 km | 4e         | 10 min 41 s 0 | 84,2 km/h  | 3e    |
| Étape 1 | 22 mai | SS2  | 10 h 08 | Loelle 1       | 22,30 km | 4e         | 13 min 45 s 8 | 97,2 km/h  | 3e    |
| Étape 1 | 22 mai | SS3  | 10 h 43 | Crastazza 1    | 27,81 km | 2e         | 18 min 28 s 0 | 90,4 km/h  | 2e    |
| Étape 1 | 22 mai | SS4  | 14 h 57 | Sa Conchedda 2 | 14,99 km | 4e         | 10 min 20 s 1 | 87,0 km/h  | 2e    |
| Étape 1 | 22 mai | SS5  | 15 h 33 | Loelle 2       | 22,30 km | 1er        | 13 min 19 s 8 | 100,4 km/h | 2e    |
| Étape 1 | 22 mai | SS6  | 16 h 08 | Crastazza 2    | 27,81 km | 9e         | 18 min 22 s 6 | 90,8 km/h  | 3e    |
| Étape 2 | 23 mai | SS7  | 8 h 45  | Sa Linea 1     | 14,20 km | 5e         | 9 min 22 s 5  | 90,9 km/h  | 3e    |
| Étape 2 | 23 mai | SS8  | 9 h 31  | Fiorentini 1   | 22,02 km | 1er        | 18 min 06 s 4 | 73,0 km/h  | 3e    |
| Étape 2 | 23 mai | SS9  | 10 h 32 | Monte Lerno 1  | 29,15 km | 1er        | 19 min 36 s 7 | 89,2 km/h  | 3e    |
| Étape 2 | 23 mai | SS10 | 15 h 05 | Sa Linea 2     | 14,20 km | 2e         | 9 min 10 s 5  | 92,9 km/h  | 3e    |
| Étape 2 | 23 mai | SS11 | 15 h 51 | Fiorentini 2   | 22,02 km | 8e         | 18 min 56 s 3 | 69,8 km/h  | 4e    |
| Étape 2 | 23 mai | SS12 | 16 h 52 | Monte Lerno 2  | 29,15 km | 1er        | 18 min 58 s 6 | 92,2 km/h  | 4e    |
| Étape 3 | 24 mai | SS13 | 7 h 08  | Monte Olia 1   | 19,31 km | 4e         | 15 min 04 s 9 | 76,8 km/h  | 4e    |
| Étape 3 | 24 mai | SS14 | 7 h 42  | Sorilis 1      | 18,66 km | 6e         | 14 min 32 s 1 | 77,0 km/h  | 4e    |
| Étape 3 | 24 mai | SS15 | 10 h 19 | Arzachena      | 10,24 km | 2e         | 5 min 47 s 4  | 106,1 km/h | 3e    |
| Étape 3 | 24 mai | SS16 | 11 h 46 | Monte Olia 2   | 19,31 km | 2e         | 14 min 08 s 4 | 81,9 km/h  | 3e    |
| Étape 3 | 24 mai | SS17 | 12 h 20 | Sorilis 2      | 18,66 km | 1er        | 13 min 48 s 3 | 81,1 km/h  | 3e    |

### 56th Acropolis Rally of Greece
Dernière manche de la saison disputée sur terre abrasive, le rallye de l'Acropole clôt la traditionnelle tournée méditerranéenne et marque le coup d'envoi de la deuxième moitié du championnat. Décoré Chevalier de la Légion d'honneur une semaine avant le départ par Nicolas Sarkozy, Sébastien Loeb entend rattraper la déconvenue essuyée en Sardaigne sur un terrain pourtant réputé favorable aux Ford Focus WRC : « Même si mes dix-sept points d'avance au championnat pourraient m'inciter à gérer, je prendrai le départ avec l'ambition de m'imposer. Comme nous l'avons vu en Sardaigne, rien n'est gagné d'avance et il ne faut pas se relâcher. Je m'attends à une course difficile, d'autant que ce rallye est le terrain de prédilection de nos adversaires. »,. Toujours titulaire du rôle d'ouvreur, l'Alsacien concède un temps significatif sur les spéciales les plus cassantes du calendrier et enregistre un déficit de plus de vingt-cinq secondes sur le leader Jari-Matti Latvala au moment de rejoindre l'assistance de la première étape : « Nous savions que la matinée serait difficile. Je ne pouvais pas faire beaucoup mieux. On perd du grip. ». Il parvient à limiter les dégâts lors des deuxièmes passages et accède sur le fil à la dernière marche du podium provisoire dans l'ultime chrono du jour en profitant de la sortie de route du jeune Finlandais. Accusant un retard d'environ vingt secondes sur Mikko Hirvonen et son coéquipier Dani Sordo, Loeb décide de profiter de son ordre de passage désormais moins pénalisant pour adopter un rythme offensif à l'entame de la deuxième étape. Alors en tête dans les temps partiels, il heurte une pierre à pleine vitesse au huitième kilomètre de la première spéciale du jour. Le choc arrache une roue de sa Citroën C4 WRC avant de la faire partir dans une série de tonneaux : « C'est dommage pour la course. On perd gros. Dans la première spéciale ce matin on est sur un plateau rapide. Il y a un droite à fond. Je me retrouve un peu déporté et je rentre sur le gauche un peu trop à l'intérieur. Il y a une grosse pierre que je n'ai pas vu qui nous a envoyés en l'air, nous a arrachés une roue et puis on est parti en tonneau. »,. Les dégâts étant trop importants pour pouvoir reprendre la course dans le cadre du Super Rally, le quintuple champion du monde se voit contraint à l'abandon et affiche son premier score vierge depuis le rallye de Jordanie 2008. Vainqueur de l'épreuve, Mikko Hirvonen profite de l'incident pour revenir à sept points de Loeb au classement mondial et se relancer ainsi dans le championnat,,.
| Étape   | Jour    | E.S. | Heure   | Nom                | Distance | Clas. Spé.       | Temps            | Vit. Moy.        | Clas.   |
| ------- | ------- | ---- | ------- | ------------------ | -------- | ---------------- | ---------------- | ---------------- | ------- |
| Étape 1 | 12 juin | SS1  | 8 h 48  | Harvati            | 25,00 km | 8e               | 18 min 38 s 8    | 80,4 km/h        | 7e      |
| Étape 1 | 12 juin | SS2  | 10 h 21 | Thiva 1            | 23,76 km | 4e               | 17 min 09 s 5    | 83,1 km/h        | 5e      |
| Étape 1 | 12 juin | SS3  | 11 h 44 | Evangelistria      | 21,03 km | Spéciale annulée | Spéciale annulée | Spéciale annulée | 5e      |
| Étape 1 | 12 juin | SS4  | 14 h 02 | Bauxites           | 23,17 km | 4e               | 14 min 43 s 2    | 94,4 km/h        | 5e      |
| Étape 1 | 12 juin | SS5  | 14 h 56 | Drossohori         | 23,68 km | 6e               | 19 min 57 s 9    | 71,2 km/h        | 4e      |
| Étape 1 | 12 juin | SS6  | 17 h 13 | Thiva 2            | 23,76 km | 2e               | 17 min 03 s 0    | 83,6 km/h        | 3e      |
| Étape 2 | 13 juin | SS7  | 9 h 32  | Klenia - Mycenae 1 | 17,25 km | Abandon          | Abandon          | Abandon          | Abandon |
| Étape 2 | 13 juin | SS8  | 10 h 35 | Ghymno 1           | 26,28 km | Abandon          | Abandon          | Abandon          | Abandon |
| Étape 2 | 13 juin | SS9  | 11 h 50 | Kefalari 1         | 24,15 km | Abandon          | Abandon          | Abandon          | Abandon |
| Étape 2 | 13 juin | SS10 | 14 h 50 | Klenia - Mycenae 2 | 17,25 km | Abandon          | Abandon          | Abandon          | Abandon |
| Étape 2 | 13 juin | SS11 | 15 h 53 | Ghymno 2           | 26,28 km | Abandon          | Abandon          | Abandon          | Abandon |
| Étape 2 | 13 juin | SS12 | 17 h 08 | Kefalari 2         | 24,15 km | Abandon          | Abandon          | Abandon          | Abandon |
| Étape 3 | 14 juin | SS13 | 9 h 33  | Loutraki 1         | 8,98 km  | Abandon          | Abandon          | Abandon          | Abandon |
| Étape 3 | 14 juin | SS14 | 10 h 07 | Aghii Theodori 1   | 33,00 km | Abandon          | Abandon          | Abandon          | Abandon |
| Étape 3 | 14 juin | SS15 | 10 h 55 | New Pissia         | 11,30 km | Abandon          | Abandon          | Abandon          | Abandon |
| Étape 3 | 14 juin | SS16 | 12 h 51 | Loutraki 2         | 8,98 km  | Abandon          | Abandon          | Abandon          | Abandon |
| Étape 3 | 14 juin | SS17 | 13 h 25 | Aghii Theodori 2   | 33,00 km | Abandon          | Abandon          | Abandon          | Abandon |

### 66th Orlen Platinum Rally Poland
Trente-six ans après son unique apparition en mondial lors de la saison qui marqua la création du championnat WRC en 1973, le rallye de Pologne effectue son retour au plus haut niveau. Proposant des spéciales rapides et techniques, cette épreuve inconnue de la plupart des pilotes présente un profil similaire à celui du rallye de Finlande, mais avec des pistes plus étroites et sans les célèbres Jumps,,. Deuxième à l'issue de la Super-Spéciale d'ouverture, Sébastien Loeb s'empare provisoirement des commandes dès le premier secteur significatif tandis qu'un duel semble se dessiner entre lui et Mikko Hirvonen. Les deux hommes ne sont séparés que de trois dixièmes lorsque l'Alsacien, toujours dans son rôle d'ouvreur, heurte une souche d'arbre qu'il n'avait pas repérée lors des reconnaissances dans le premier passage de Paprotki et endommage une de ses suspensions sous le choc,. Les dégâts n'étant pas très importants, le champion du monde utilise la règle du Super Rally pour repartir le lendemain mais sanctionné d'une pénalité de vingt minutes le rétrogradant de fait en trente-deuxième position. N'ayant plus rien à perdre, il adopte un rythme offensif dans une tentative de remontée et enlève quatre des six temps scratchs au programme de la deuxième étape, lui permettant ainsi de pointer à la treizième place lors du retour au parc fermé. Il poursuit son effort dans la dernière journée de course et atteint finalement la onzième position à la régulière juste avant l'assistance. Les écarts sur ses prédécesseurs restant alors trop conséquents, l'équipe Citroën demande expressément à Evgeny Novikov et Conrad Rautenbach, deux autres pilotes de la marque, de ralentir volontairement pour céder leur rang au quintuple champion du monde. Loeb accède finalement aux places rémunératrices de points dans les deux dernières spéciales en profitant consécutivement des abandons de Sébastien Ogier et Jari-Matti Latvala, respectivement sur panne moteur et sortie de route. Septième du classement général final, il abandonne pour la première fois depuis le début de la saison la tête du classement mondial au vainqueur de l'épreuve Mikko Hirvonen : « Le bilan est inespéré au championnat Constructeurs. Après, pour nous, deux points c'est mieux que rien. C'est un rallye à oublier, c'est clair. Mais vu comment c'était parti vendredi, deux points ce n'est pas si mal. Vendredi après-midi, on pouvait toujours espérer qu'Hirvo ne gagne pas, mais comme d'habitude il a fait une course sans faute. Il a dominé, il a été devant tout le temps. Il a gagné assez à l'aise. Il est leader du championnat et va être très difficile à battre en Finlande. On a réussi à le battre l'année dernière pour quelques secondes. On repart à zéro au championnat ; il faut tout reconstruire. »,,,.
| Étape   | Jour    | E.S. | Heure   | Nom             | Distance | Clas. Spé.  | Temps         | Vit. Moy.   | Clas. |
| ------- | ------- | ---- | ------- | --------------- | -------- | ----------- | ------------- | ----------- | ----- |
| Étape 1 | 25 juin | SS1  | 20 h 00 | Mikołajki SSS 1 | 2,50 km  | 2e          | 1 min 48 s 6  | 82,9 km/h   | 2e    |
| Étape 1 | 26 juin | SS2  | 9 h 51  | Grabówka 1      | 12,09 km | 2e          | 6 min 50 s 2  | 106,1 km/h  | 1er   |
| Étape 1 | 26 juin | SS3  | 10 h 19 | Pianki 1        | 11,34 km | 2e          | 5 min 23 s 0  | 126,4 km/h  | 2e    |
| Étape 1 | 26 juin | SS4  | 10 h 49 | Paprotki 1      | 33,17 km | Super Rally | Super Rally   | Super Rally | 17e   |
| Étape 1 | 26 juin | SS5  | 14 h 01 | Grabówka 2      | 12,09 km | Super Rally | Super Rally   | Super Rally | 29e   |
| Étape 1 | 26 juin | SS6  | 14 h 29 | Pianki 2        | 11,34 km | Super Rally | Super Rally   | Super Rally | 37e   |
| Étape 1 | 26 juin | SS7  | 14 h 59 | Paprotki 2      | 33,17 km | Super Rally | Super Rally   | Super Rally | 32e   |
| Étape 2 | 27 juin | SS8  | 10 h 14 | Danowo 1        | 11,88 km | 1er         | 6 min 18 s 1  | 113,1 km/h  | 29e   |
| Étape 2 | 27 juin | SS9  | 10 h 59 | Gawliki 1       | 32,75 km | 2e          | 17 min 46 s 2 | 110,6 km/h  | 23e   |
| Étape 2 | 27 juin | SS10 | 11 h 52 | Wydminy 1       | 30,09 km | 1er         | 15 min 40 s 9 | 115,1 km/h  | 20e   |
| Étape 2 | 27 juin | SS11 | 15 h 18 | Danowo 2        | 11,88 km | 2e          | 6 min 14 s 5  | 114,2 km/h  | 20e   |
| Étape 2 | 27 juin | SS12 | 16 h 03 | Gawliki 2       | 32,75 km | 1er         | 17 min 21 s 1 | 113,2 km/h  | 15e   |
| Étape 2 | 27 juin | SS13 | 16 h 56 | Wydminy 2       | 30,09 km | 1er         | 15 min 26 s 9 | 116,9 km/h  | 13e   |
| Étape 3 | 28 juin | SS14 | 7 h 51  | Miłki 1         | 27,07 km | 2e          | 14 min 01 s 8 | 115,8 km/h  | 12e   |
| Étape 3 | 28 juin | SS15 | 8 h 57  | Tros 1          | 15,11 km | 9e          | 7 min 59 s 3  | 113,5 km/h  | 11e   |
| Étape 3 | 28 juin | SS16 | 11 h 49 | Miłki 2         | 27,07 km | 2e          | 14 min 02 s 3 | 115,7 km/h  | 9e    |
| Étape 3 | 28 juin | SS17 | 12 h 55 | Tros 2          | 15,11 km | 1er         | 7 min 44 s 4  | 117,1 km/h  | 8e    |
| Étape 3 | 28 juin | SS18 | 14 h 35 | Mikołajki SSS 2 | 2,50 km  | 3e          | 1 min 49 s 4  | 82,3 km/h   | 7e    |

### 59th Neste Oil Rally Finland

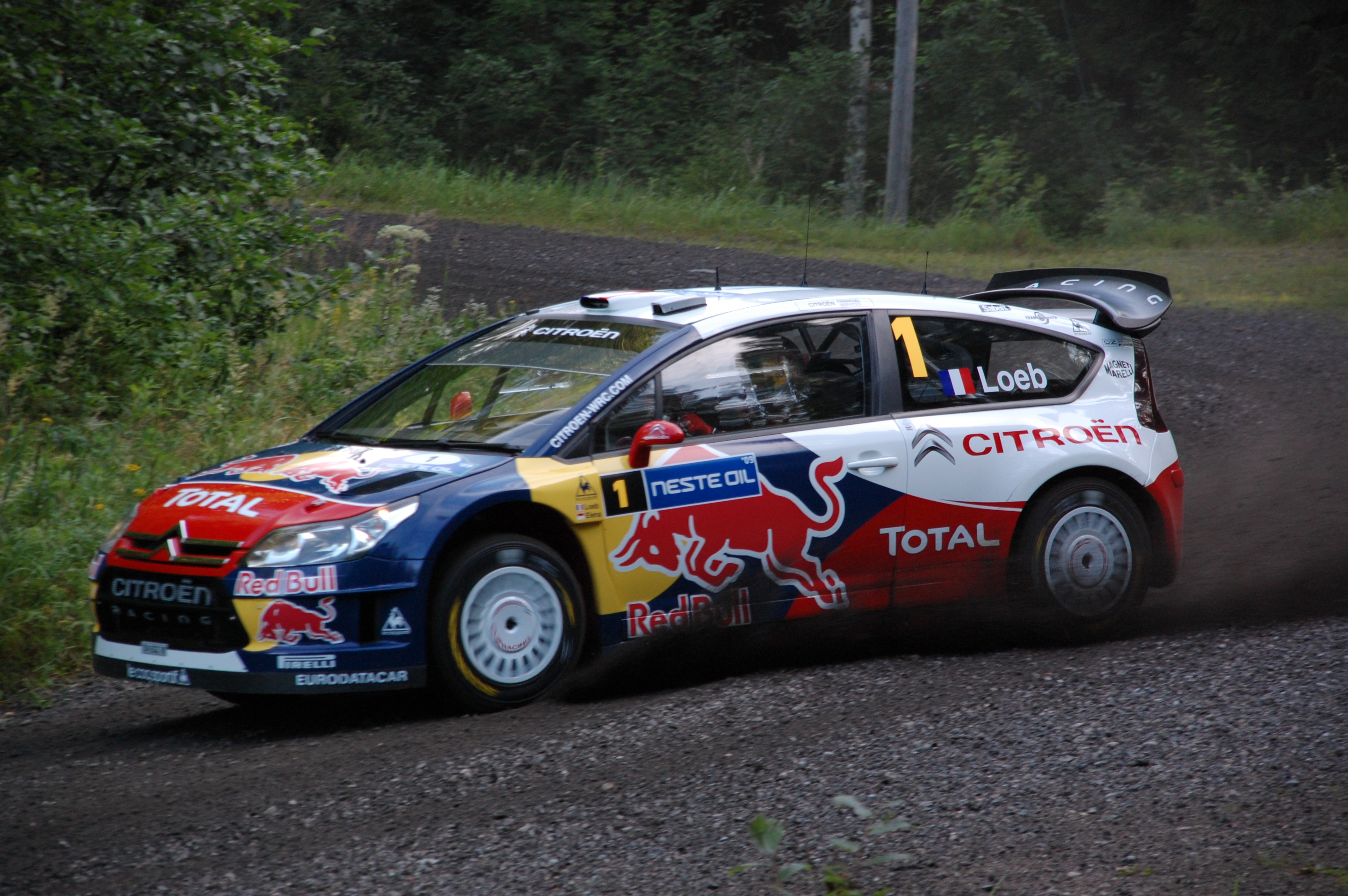
Sébastien Loeb ne parvient pas à rééditer son exploit de la saison précédente au rallye de Finlande 2009 et doit s'incliner face à Mikko Hirvonen au terme d'un duel très serré.

Après une trêve de quatre semaines, le mondial reprend son cours dans le cadre du rallye de Finlande, réputé chasse gardée des pilotes nordiques et remporté pour la première fois par Sébastien Loeb la saison précédente. Endurant l'effondrement de son avance comptable au championnat Pilotes puis sa destitution du leadership en seulement trois épreuves, l'Alsacien se montre désireux de rééditer cet exploit pour mettre ainsi un terme à la série noire en cours : « Il n'y aura pas de stratégie de course car le fait d'être premier sur la route n'est pas un gros handicap ici. La différence se fait à l'attaque, les écarts sont toujours très faibles, il faut tout donner à 110 % du début à la fin. C'est un rallye très rapide, on sent qu'il y a des risques, des arbres tout près de la route. Il faut avoir confiance dans les notes, dans la voiture, dans son pilotage, et on n'a pas de droit à l'erreur. C'est une question de feeling, il faut se sentir libéré. J'espère qu'on arrivera à être dans le coup comme l'an dernier. »,. Vainqueur de la Super-Spéciale d'ouverture, le quintuple champion du monde se retrouve rapidement en confrontation avec Mikko Hirvonen, favori sur son épreuve nationale. Cédant près de dix secondes au Finlandais dans les deux premiers secteurs significatifs, Loeb procède à une modification des réglages d'amortisseurs et de différentiels pour retrouver un comportement de sa Citroën C4 WRC lui convenant davantage. Il enregistre alors deux temps scratchs consécutifs avant l'assistance de mi-parcours et comble plus de la moitié du retard accumulé sur son adversaire. Le duel se poursuit dans la deuxième boucle, les deux hommes monopolisant tour à tour le haut de la feuille des temps, et se conclut par une mince avance de trois secondes en faveur du Finlandais : « L'année dernière, j'avais tout de suite trouvé le bon rythme ici. Cette année, ça a été un peu plus difficile. Nous avons démarré avec des réglages différents et je ne pouvais pas me sentir à l'aise. J'ai fait quelques changements avec le différentiel et les sensations étaient bien meilleures donc j'ai pu attaquer très fort. Mais Mikko pousse très fort aussi. Sur certaines spéciales je suis plus rapide, sur d'autres c'est lui, c'est comme ça. »,,. Le leader du classement mondial affiche sa domination à l'entame de la deuxième étape, alignant cinq temps scratchs consécutifs tandis que Loeb affirme rouler à son maximum et prendre de gros risques pour tenter d'inverser la tendance. Progressivement distancé, l'Alsacien perd finalement toutes ses chances dans la lutte pour la victoire avec une crevaison lente survenue au cours de la quinzième spéciale. Présentant désormais un déficit de plus de vingt-cinq secondes, il choisit de réduire son rythme pour assurer sa seconde place au classement général : « Il n'y a rien d'autre à faire si ce n'est se concentrer pour terminer la course. J'ai pris beaucoup de risques mais Mikko est toujours devant. J'ai eu un peu de malchance avec cette crevaison. Après ça, il devenait très difficile de le rattraper et maintenant le jeu est fini. »,,. Il continue d'assurer ses trajectoires durant les quatre tronçons composant la courte troisième étape et franchit la ligne d'arrivée sans commettre d'erreur. La première victoire de Hirvonen à domicile permet quant à elle au Finlandais de porter son avance à trois points sur Loeb au classement mondial : « Mikko est chez lui, il a très bien piloté, il était intouchable. Il n'a fait aucune faute. Il faut l'accepter. On aurait préféré gagner, mais quand j'ai eu ma crevaison, samedi, j'avais déjà accumulé trop de retard, c'en était déjà fini de mes chances. On a maintenant trois points de retard sur lui au championnat, à trois rallyes de la fin du mondial. Ça va être terrible… »,,,.
| Étape   | Jour     | E.S. | Heure   | Nom           | Distance | Clas. Spé. | Temps         | Vit. Moy.  | Clas. |
| ------- | -------- | ---- | ------- | ------------- | -------- | ---------- | ------------- | ---------- | ----- |
| Étape 1 | 30 juil  | SS1  | 19 h 00 | SSS Killeri 1 | 2,06 km  | 1er        | 1 min 20 s 3  | 92,4 km/h  | 1er   |
| Étape 1 | 31 juil  | SS2  | 7 h 38  | Jukojärvi 1   | 22,29 km | 2e         | 10 min 39 s 1 | 125,6 km/h | 2e    |
| Étape 1 | 31 juil  | SS3  | 8 h 11  | Kruununperä 1 | 13,51 km | 6e         | 6 min 37 s 0  | 122,5 km/h | 4e    |
| Étape 1 | 31 juil  | SS4  | 8 h 59  | Mökkiperä 1   | 13,64 km | 1er        | 6 min 42 s 2  | 122,1 km/h | 2e    |
| Étape 1 | 31 juil  | SS5  | 9 h 46  | Palsankylä 1  | 13,92 km | 1er        | 7 min 06 s 7  | 117,4 km/h | 2e    |
| Étape 1 | 31 juil  | SS6  | 13 h 02 | Jukojärvi 2   | 22,29 km | 2e         | 10 min 26 s 8 | 128,0 km/h | 2e    |
| Étape 1 | 31 juil  | SS7  | 13 h 35 | Kruununperä 2 | 13,51 km | 3e         | 6 min 24 s 7  | 126,4 km/h | 2e    |
| Étape 1 | 31 juil  | SS8  | 14 h 23 | Mökkiperä 2   | 13,64 km | 1er        | 6 min 37 s 0  | 123,7 km/h | 2e    |
| Étape 1 | 31 juil  | SS9  | 15 h 10 | Palsankylä 2  | 13,92 km | 1er        | 7 min 01 s 6  | 118,9 km/h | 2e    |
| Étape 1 | 31 juil  | SS10 | 20 h 00 | SSS Killeri 2 | 2,06 km  | 1er        | 1 min 20 s 2  | 92,5 km/h  | 2e    |
| Étape 2 | 1er août | SS11 | 7 h 13  | Leustu 1      | 21,35 km | 2e         | 10 min 07 s 0 | 126,6 km/h | 2e    |
| Étape 2 | 1er août | SS12 | 8 h 02  | Himos 1       | 20,94 km | 2e         | 10 min 33 s 1 | 119,1 km/h | 2e    |
| Étape 2 | 1er août | SS13 | 9 h 25  | Surkee 1      | 14,95 km | 2e         | 8 min 05 s 2  | 110,9 km/h | 2e    |
| Étape 2 | 1er août | SS14 | 11 h 37 | Leustu 2      | 21,35 km | 2e         | 10 min 05 s 0 | 127,0 km/h | 2e    |
| Étape 2 | 1er août | SS15 | 12 h 26 | Himos 2       | 20,94 km | 4e         | 10 min 48 s 9 | 116,2 km/h | 2e    |
| Étape 2 | 1er août | SS16 | 13 h 49 | Surkee 2      | 14,95 km | 3e         | 8 min 03 s 0  | 111,4 km/h | 2e    |
| Étape 2 | 1er août | SS17 | 16 h 11 | Urria         | 12,75 km | 4e         | 5 min 59 s 9  | 127,5 km/h | 2e    |
| Étape 2 | 1er août | SS18 | 17 h 19 | Kavala        | 10,35 km | 4e         | 5 min 11 s 5  | 119,6 km/h | 2e    |
| Étape 2 | 1er août | SS19 | 17 h 52 | Väärinmaja    | 29,29 km | 2e         | 14 min 58 s 6 | 117,3 km/h | 2e    |
| Étape 3 | 2 aoû    | SS20 | 8 h 17  | Hannula       | 10,82 km | 9e         | 5 min 51 s 4  | 110,8 km/h | 2e    |
| Étape 3 | 2 aoû    | SS21 | 8 h 58  | Myhinpää 1    | 15,06 km | 1er        | 6 min 59 s 1  | 129,4 km/h | 2e    |
| Étape 3 | 2 aoû    | SS22 | 10 h 51 | Myhinpää 2    | 15,06 km | 3e         | 6 min 54 s 3  | 130,9 km/h | 2e    |
| Étape 3 | 2 aoû    | SS23 | 12 h 18 | Ruuhimäki     | 6,50 km  | 4e         | 3 min 13 s 4  | 121,0 km/h | 2e    |

### 20th Repco Rally Australia

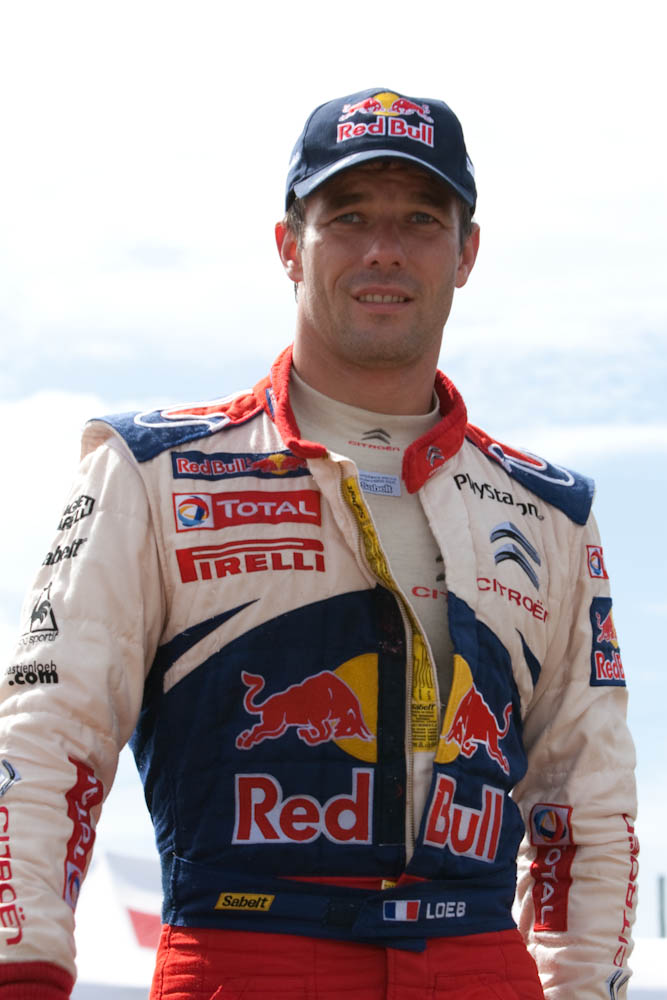
Bien que dominateur sur le plan sportif, Sébastien Loeb se vit retirer sa victoire lors du rallye d'Australie 2009 en raison d'une erreur administrative de Citroën Racing, compliquant ainsi dangereusement sa quête d'un sixième titre mondial consécutif.

Après dix-sept éditions mondiales organisées de 1989 à 2006 dans la région de Perth, le rallye d'Australie effectue son retour après trois ans d'absence et voit pour la première fois son centre névralgique déplacé dans les environs de Kingscliff. Proposant un total de trente-cinq spéciales inédites, l'épreuve océanienne se distingue par des secteurs variés mêlant des portions rapides et sinueuses,. Paramètre encore incertain jusqu'au moment du coup d'envoi, les effets du balayage se révèlent finalement importants lors de la première étape. Mikko Hirvonen et Sébastien Loeb, souffrant de leur ordre de passage aux avant-postes, restent ainsi partiellement en retrait, abandonnant la plupart des temps scratchs à Jari-Matti Latvala et Sébastien Ogier. Après avoir cédé huit secondes dans le premier passage de Repco en raison d'une vis bloquant sa pédale d'accélérateur, l'Alsacien avoue de ne pas se sentir totalement en confiance et se contente de caler son rythme sur celui de son rival finlandais. Cinquième au terme du dernier secteur significatif de la journée, il accède au podium provisoire dans les deux Super-Spéciales de clôture : « J’ai du mal à me sentir en confiance avec la voiture, nous n’avons peut être pas les bons réglages. Et le moteur ne marchait pas comme il devait. Il s’agissait d'une vis qui bloquait la pédale d’accélérateur, un truc qui doit arriver une fois tous les vingt ans. Ça n'accélérait pas à fond et j'ai mis du temps à m'en rendre compte. Il y a un gros phénomène de balayage, spécialement sur les petites spéciales très sinueuses. J’ai calqué ma course sur celle de Mikko et tout s’est bien passé. »,,. Profitant désormais de conditions de route moins pénalisantes, les deux hommes en tête du classement mondial se partagent la quasi-totalité des temps scratchs au programme de la deuxième étape. Ogier puis Latvala cèdent tour à tour et Loeb s'empare des commandes au terme du secteur de CTEK West. Craignant un balayage trop important pour la dernière journée de course, il choisit de ralentir volontairement dans le deuxième passage de Bosch afin de se caler derrière Mikko Hirvonen et Dani Sordo dans l'ordre de départ : « Je devais le faire. Mais je n'aime pas ça du tout mais le règlement nous force à utiliser cette stratégie. C'était mieux lorsque l'ordre de passage du samedi et du dimanche était inversé. Dans ce cas, nous n'aurions pas eu à le faire. Mais, dans ma position, je n'aurais eu aucune chance en balayant la route dimanche. Je n'avais pas le choix. »,,. Bénéficiant d'une piste davantage nettoyée, le champion du monde reprend la tête du classement général dès l'entame de la dernière étape et creuse peu à peu l'écart de façon irrémédiable sur Hirvonen pour se construire un matelas d'environ vingt secondes au moment de franchir la ligne d'arrivée. Le Finlandais parvient quant à lui à limiter les dégâts au niveau comptable en s'emparant sur le fil de la deuxième place de Dani Sordo pour une poignée de secondes : « C'est une belle victoire. Ce fut une rude bagarre, et parce que ça faisait longtemps depuis notre dernière victoire, elle est particulièrement appréciable. Il était vraiment très important de gagner ici dans l'optique du championnat. Nous y sommes parvenus et je suis vraiment content. Nous attaquerons le prochain rallye, en Espagne, un point derrière Mikko. Ça promet un championnat vraiment intéressant. La bagarre va être incroyable jusqu'à la fin. »,. Mais le lendemain de la cérémonie de clôture, Loeb, ainsi que les autres pilotes Citroën Dani Sordo et Sébastien Ogier, se voient infliger une pénalité d'une minute chacun par les commissaires techniques de la FIA au motif qu'une photographie serait manquante dans le dossier d'homologation d'une attache de barre anti-roulis utilisée sur les C4 WRC. Cette erreur administrative de l'écurie française, bien que sans incidence en termes d'avantage compétitif, provoque ainsi le déclassement de l'Alsacien à la deuxième place et offre à Hirvonen une victoire sur tapis vert ainsi qu'une avance de cinq points au championnat Pilotes à deux rallyes de la fin de la saison : « Je suis évidemment déçu, mais il faut accepter la bonne application du règlement. Je n'ai plus un point de retard sur Mikko Hirvonen, mais cinq. Cela complique notre tâche dans la conquête d'un sixième titre, mais nous arriverons au rallye d'Espagne avec la même envie de gagner. ».
| Étape   | Jour  | E.S. | Heure   | Nom                 | Distance | Clas. Spé.       | Temps            | Vit. Moy.        | Clas. |
| ------- | ----- | ---- | ------- | ------------------- | -------- | ---------------- | ---------------- | ---------------- | ----- |
| Étape 1 | 3 sep | SS1  | 18 h 53 | Tweed 1             | 2,55 km  | 5e               | 1 min 51 s 0     | 82,7 km/h        | 5e    |
| Étape 1 | 3 sep | SS2  | 19 h 08 | Tweed 2             | 2,55 km  | 2e               | 1 min 48 s 4     | 84,7 km/h        | 3e    |
| Étape 1 | 4 sep | SS3  | 7 h 38  | Kyogle 1            | 7,32 km  | 2e               | 4 min 06 s 2     | 107,0 km/h       | 2e    |
| Étape 1 | 4 sep | SS4  | 8 h 36  | Repco 1             | 22,41 km | 4e               | 10 min 35 s 3    | 127,0 km/h       | 4e    |
| Étape 1 | 4 sep | SS5  | 9 h 24  | Kyogle 2            | 7,32 km  | 4e               | 4 min 00 s 7     | 109,5 km/h       | 3e    |
| Étape 1 | 4 sep | SS6  | 10 h 37 | CTEK East 1         | 11,33 km | Spéciale annulée | Spéciale annulée | Spéciale annulée | 3e    |
| Étape 1 | 4 sep | SS7  | 11 h 40 | Mooball 1           | 5,85 km  | 3e               | 4 min 43 s 2     | 74,4 km/h        | 3e    |
| Étape 1 | 4 sep | SS8  | 11 h 58 | Kidney Health 1     | 5,74 km  | 4e               | 4 min 34 s 3     | 75,3 km/h        | 3e    |
| Étape 1 | 4 sep | SS9  | 12 h 16 | Castrol Edge East 1 | 6,85 km  | 5e               | 4 min 44 s 6     | 86,6 km/h        | 4e    |
| Étape 1 | 4 sep | SS10 | 14 h 03 | Castrol Edge East 2 | 6,85 km  | 6e               | 4 min 35 s 0     | 89,7 km/h        | 5e    |
| Étape 1 | 4 sep | SS11 | 15 h 03 | CTEK East 2         | 11,33 km | Spéciale annulée | Spéciale annulée | Spéciale annulée | 5e    |
| Étape 1 | 4 sep | SS12 | 16 h 06 | Mooball 2           | 5,85 km  | 5e               | 4 min 39 s 2     | 75,4 km/h        | 5e    |
| Étape 1 | 4 sep | SS13 | 16 h 24 | Kidney Health 2     | 5,74 km  | 5e               | 4 min 30 s 1     | 76,5 km/h        | 5e    |
| Étape 1 | 4 sep | SS14 | 18 h 30 | Tweed 3             | 2,55 km  | 2e               | 1 min 48 s 7     | 84,5 km/h        | 5e    |
| Étape 1 | 4 sep | SS15 | 18 h 45 | Tweed 4             | 2,55 km  | 2e               | 1 min 47 s 4     | 85,5 km/h        | 3e    |
| Étape 2 | 5 sep | SS16 | 7 h 28  | Dayco 1             | 20,31 km | 2e               | 9 min 46 s 2     | 124,7 km/h       | 4e    |
| Étape 2 | 5 sep | SS17 | 8 h 13  | Bosch 1             | 18,75 km | 1er              | 9 min 26 s 3     | 119,2 km/h       | 2e    |
| Étape 2 | 5 sep | SS18 | 9 h 04  | Armor All 1         | 8,20 km  | 1er              | 3 min 47 s 2     | 129,9 km/h       | 2e    |
| Étape 2 | 5 sep | SS19 | 10 h 42 | Urliup              | 5,24 km  | 4e               | 4 min 29 s 0     | 70,1 km/h        | 2e    |
| Étape 2 | 5 sep | SS20 | 13 h 55 | Armor All 2         | 8,20 km  | 1er              | 3 min 42 s 8     | 132,5 km/h       | 2e    |
| Étape 2 | 5 sep | SS21 | 14 h 34 | CTEK West 1         | 8,59 km  | 1er              | 4 min 28 s 3     | 115,3 km/h       | 1er   |
| Étape 2 | 5 sep | SS22 | 15 h 27 | Dayco 2             | 20,31 km | 1er              | 9 min 38 s 3     | 126,4 km/h       | 1er   |
| Étape 2 | 5 sep | SS23 | 16 h 12 | Bosch 2             | 18,75 km | 7e               | 9 min 51 s 9     | 114,0 km/h       | 3e    |
| Étape 2 | 5 sep | SS24 | 19 h 15 | Tweed 5             | 2,55 km  | 2e               | 1 min 47 s 6     | 85,3 km/h        | 3e    |
| Étape 2 | 5 sep | SS25 | 19 h 30 | Tweed 6             | 2,55 km  | 2e               | 1 min 46 s 5     | 86,2 km/h        | 2e    |
| Étape 3 | 6 sep | SS26 | 7 h 14  | Monroe 1            | 7,40 km  | 1er              | 3 min 25 s 8     | 129,4 km/h       | 1er   |
| Étape 3 | 6 sep | SS27 | 7 h 36  | Castrol Edge West 1 | 21,52 km | 2e               | 10 min 02 s 4    | 128,6 km/h       | 1er   |
| Étape 3 | 6 sep | SS28 | 8 h 37  | Gondwana 1          | 10,88 km | 2e               | 6 min 20 s 3     | 103,0 km/h       | 1er   |
| Étape 3 | 6 sep | SS29 | 8 h 56  | Upper Clarence 1    | 6,94 km  | 3e               | 3 min 15 s 5     | 127,8 km/h       | 1er   |
| Étape 3 | 6 sep | SS30 | 9 h 40  | CTEK West 2         | 8,59 km  | 1er              | 4 min 27 s 5     | 115,6 km/h       | 1er   |
| Étape 3 | 6 sep | SS31 | 11 h 03 | Monroe 2            | 7,40 km  | 1er              | 3 min 21 s 1     | 132,5 km/h       | 1er   |
| Étape 3 | 6 sep | SS32 | 11 h 25 | Castrol Edge West 2 | 21,52 km | 2e               | 9 min 51 s 3     | 131,0 km/h       | 1er   |
| Étape 3 | 6 sep | SS33 | 12 h 26 | Gondwana 2          | 10,88 km | 1er              | 6 min 09 s 1     | 106,1 km/h       | 1er   |
| Étape 3 | 6 sep | SS34 | 12 h 45 | Upper Clarence 2    | 6,94 km  | 3e               | 3 min 12 s 5     | 129,8 km/h       | 1er   |
| Étape 3 | 6 sep | SS35 | 13 h 27 | Repco 2             | 22,41 km | 3e               | 10 min 20 s 3    | 130,1 km/h       | 1er   |

### 45º RallyRACC Catalunya – Costa Daurada
Pénultième manche du calendrier mondial, le rallye de Catalogne constitue la deuxième et déjà dernière épreuve asphalte au programme de la saison. Avec cinq points de retard accumulés sur Mikko Hirvonen, Sébastien Loeb doit impérativement s'y imposer pour la cinquième fois consécutive et s'attendre à ce que le Finlandais ne termine pas sur la deuxième marche du podium. Signataires du doublé lors des trois dernières éditions, l'Alsacien et son coéquipier Dani Sordo abordent ce défi de manière statistiquement favorable et chose est entendue entre les deux hommes et Olivier Quesnel pour favoriser l'obtention d'un nouveau sacre au quintuple champion du monde. De son côté, Hirvonen entend défendre toutes ses chances dans la conquête d'une première couronne et multiplie les sessions d'entraînement sur une surface typée circuit qui n'est pas sa spécialité, notamment aux côtés de Heikki Kovalainen et Rob Wilson,,,,. Sordo rassure dès l'entame de la première étape sur les objectifs qui lui ont été confiés par la marque aux chevrons. Il signe les quatre premiers scratchs et s'empare des commandes du rallye d'une courte tête. Loeb adopte quant à lui un rythme prudent en raison des conditions humides particulièrement piégeuses et se contente de calquer sa course sur celle de son coéquipier tout en veillant à rester devant Hirvonen, le Finlandais se faisant progressivement distancer de plusieurs dizaines de secondes : « En pneus durs sur ces routes humides, la voiture était très nerveuse, j'ai eu beaucoup de sous-virage et je ne me sentais pas totalement à l'aise. Le matin, j'ai globalement bien roulé et nous avons déjà creusé un petit écart sur Hirvonen. Nous avons encore travaillé un peu sur les réglages car je n'étais pas encore à 100 % avec la voiture. Les petites choses que nous avons modifiées à l'assistance nous ont permis de gommer le sous-virage. L'après-midi, je n'ai pas pris beaucoup de risques et j'ai de nouveau bien piloté. »,. Les deux pilotes Citroën réduisent la prise de risques le lendemain mais continuent de creuser l'écart sur la Ford Focus du Scandinave, accroché en troisième position. Comme convenu avec la direction de l'écurie française avant le départ, Sordo cède la place de leader à Loeb dans le dernier secteur du jour, juste avant le retour au parc fermé : « Nous avons fait une bonne course d'équipe avec Dani aujourd'hui. Il fallait que je prenne la tête à un moment ou un autre, car j'ai absolument besoin d'une victoire pour me relancer au championnat. Je me suis fait plaisir au volant aujourd'hui. »,. Les deux hommes parcourent la dernière étape sur un rythme assuré et enregistrent un nouveau doublé en franchissant la ligne d'arrivée, offrant de fait un cinquième titre Constructeurs à Citroën. Loeb conserve quant à lui son destin en main en revenant à un point de Mikko Hirvonen avant d'aborder l'ultime épreuve de la saison : « Je remercie Dani d'avoir accepté de jouer son rôle d'équipier. Sans enjeu, je pense que nous nous serions livrés une belle bagarre sur ce rallye de Catalogne. »,.
| Étape   | Jour  | E.S. | Heure   | Nom                             | Distance | Clas. Spé. | Temps         | Vit. Moy.  | Clas. |
| ------- | ----- | ---- | ------- | ------------------------------- | -------- | ---------- | ------------- | ---------- | ----- |
| Étape 1 | 2 oct | SS1  | 8 h 46  | La Mussara 1                    | 20,48 km | 3e         | 11 min 35 s 4 | 106,0 km/h | 3e    |
| Étape 1 | 2 oct | SS2  | 10 h 24 | Querol 1                        | 21,26 km | 2e         | 11 min 23 s 8 | 111,9 km/h | 2e    |
| Étape 1 | 2 oct | SS3  | 11 h 07 | El Montmell 1                   | 24,14 km | 2e         | 12 min 38 s 6 | 114,6 km/h | 2e    |
| Étape 1 | 2 oct | SS4  | 13 h 54 | La Mussara 2                    | 20,48 km | 2e         | 11 min 17 s 5 | 108,8 km/h | 2e    |
| Étape 1 | 2 oct | SS5  | 15 h 32 | Querol 2                        | 21,26 km | 1er        | 11 min 17 s 4 | 113,0 km/h | 2e    |
| Étape 1 | 2 oct | SS6  | 16 h 15 | El Montmell 2                   | 24,14 km | 1er        | 12 min 34 s 2 | 115,2 km/h | 2e    |
| Étape 2 | 3 oct | SS7  | 9 h 14  | El Priorat - La Ribera d'Ebre 1 | 38,27 km | 1er        | 21 min 44 s 6 | 105,6 km/h | 1er   |
| Étape 2 | 3 oct | SS8  | 10 h 27 | Les Garrigues 1                 | 8,60 km  | 2e         | 5 min 05 s 8  | 101,2 km/h | 1er   |
| Étape 2 | 3 oct | SS9  | 10 h 58 | La Llena 1                      | 17,12 km | 2e         | 9 min 39 s 2  | 106,4 km/h | 2e    |
| Étape 2 | 3 oct | SS10 | 14 h 17 | El Priorat - La Ribera d'Ebre 2 | 38,27 km | 5e         | 21 min 49 s 2 | 105,2 km/h | 2e    |
| Étape 2 | 3 oct | SS11 | 15 h 30 | Les Garrigues 2                 | 8,60 km  | 1er        | 5 min 06 s 0  | 101,2 km/h | 2e    |
| Étape 2 | 3 oct | SS12 | 16 h 01 | La Llena 2                      | 17,12 km | 2e         | 9 min 49 s 6  | 104,5 km/h | 1er   |
| Étape 3 | 4 oct | SS13 | 8 h 05  | Riudecanyes 1                   | 16,32 km | 4e         | 10 min 33 s 5 | 92,7 km/h  | 1er   |
| Étape 3 | 4 oct | SS14 | 9 h 06  | Santa Marina 1                  | 26,51 km | 2e         | 15 min 52 s 8 | 100,2 km/h | 1er   |
| Étape 3 | 4 oct | SS15 | 10 h 02 | La Serra d'Almos 1              | 4,11 km  | 1er        | 2 min 37 s 8  | 100,2 km/h | 1er   |
| Étape 3 | 4 oct | SS16 | 12 h 01 | Riudecanyes 2                   | 16,32 km | 2e         | 10 min 33 s 1 | 92,8 km/h  | 1er   |
| Étape 3 | 4 oct | SS17 | 13 h 02 | Santa Marina 2                  | 26,51 km | 2e         | 15 min 56 s 0 | 99,8 km/h  | 1er   |
| Étape 3 | 4 oct | SS18 | 13 h 58 | La Serra d'Almos 2              | 4,11 km  | 5e         | 2 min 40 s 2  | 92,4 km/h  | 1er   |

### 65th Rally of Great Britain
Avec l'attribution du titre Pilotes en jeux et le duel annoncé entre Sébastien Loeb et Mikko Hirvonen, le rallye de Grande-Bretagne, manche de clôture de la saison, cristallise l'attention de la plupart des observateurs. Disputée un mois plus tôt que l'année précédente, cette soixante-cinquième édition laisse supposer une absence de neige et de glace mais conserve le caractère boueux et glissant propre à l'épreuve galloise. Séparé d'un point de son rival finlandais au championnat, le quintuple champion du monde se retrouve dans une situation identique à celle qu'il connut en 2003 et entend prendre tous les risques pour conquérir le sacre : « C'est très excitant d'en arriver là, on s'est bien préparé, tout se présente bien. On a tous les deux beaucoup d'expérience, et Mikko va très vite sur ce genre de rallyes. On n'a pas trop le choix, il faudra être devant Mikko, et pour cela il faudra aller à la limite. Ce ne sera pas facile de rouler à fond pendant 300 km de spéciales, sans faire d'erreur. J'essaie de faire comme si c'était un rallye comme un autre mais je sais que l'un de nous deux sera très déçu dimanche. »,,,. Auteur des trois premiers temps scratchs, Loeb tient sa promesse et prend un départ offensif. Derrière lui, seul Hirvonen parvient à suivre le rythme imposé et défend ses chances en maintenant un écart très serré. Les deux hommes monopolisent tour à tour le haut de la feuille de temps lors des deuxièmes passages, l'Alsacien conservant un mince avantage de cinq secondes au soir de la première journée : « Tout s'est bien passé ce matin. J'étais en confiance avec la voiture et j'ai pu me livrer à fond d'emblée. Pourtant, les conditions n'étaient pas évidentes, avec de nombreux changements d'adhérence. J'ai essayé de ne pas m'occuper des trajectoires de Mikko et de soigner les miennes. »,. Le Finlandais réplique dès le lendemain matin dans Rhondda, la spéciale la plus longue du rallye, avant que Loeb ne prenne définitivement l'ascendant dans les deux secteurs suivants, creusant des écarts de respectivement dix et douze secondes : « Ça a volé, j'étais en confiance totale. Je suis allé chercher les freinages très tard, la prise de risque est là quand on aborde une épingle à 180 km/h s'il y a un fossé en face. Et quand on freine au mètre près, il ne faut pas être surpris par une plaque de boue. »,. La lutte se poursuit lors de la dernière étape où l'Alsacien manque de tout perdre dans le premier passage de Rheola, victime d'un problème de turbo juste avant l'assistance. Revenu à moins de vingt secondes et n'ayant plus rien à perdre, Hirvonen décide de prendre tous les risques dans la dernière boucle, mais au moment de la réception d'un saut abordé à une vitesse excessive, le capot de sa Ford Focus WRC s'ouvre, le privant ainsi de toute visibilité. Le Scandinave abandonne une minute dans la mésaventure et ainsi toute chance de victoire à la régulière. Loeb franchit l'arrivée sans commettre d'erreur et remporte finalement un sixième titre mondial consécutif pour un seul point d'avance sur son principal adversaire : « Il y avait beaucoup de pression jusqu'à l'arrivée de ce rallye. Nous avons connu un bon début de saison, puis rencontré quelques galères et nous avons réussi à nous remettre en selle juste avant ce rallye. Finalement nous remportons le titre sur le fil, dans l'avant-dernière spéciale. Mikko n'a rien lâché et j'ai vraiment attaqué jusqu'au bout. Ce n'est jamais facile de comparer des titres entre eux, mais je pense que c'est le plus beau au niveau de la bagarre sportive. Quand on peut gagner le titre à trois rallyes de la fin, la pression n'est pas la même car on se dit qu'on a d'autres chances d'y arriver. Là, c'était le dernier rallye et il ne fallait pas se rater. Tout le monde attendait que nous gagnions, mais je peux vous dire que rien n'était fait jusqu'à l'arrivée. C'est pour cela que ce titre est aussi émouvant pour nous. »,,,,.
| Étape   | Jour   | E.S. | Heure   | Nom           | Distance | Clas. Spé. | Temps         | Vit. Moy.  | Clas. |
| ------- | ------ | ---- | ------- | ------------- | -------- | ---------- | ------------- | ---------- | ----- |
| Étape 1 | 23 oct | SS1  | 9 h 23  | Hafren 1      | 32,14 km | 1er        | 18 min 30 s 2 | 104,2 km/h | 1er   |
| Étape 1 | 23 oct | SS2  | 10 h 04 | Sweet Lamb 1  | 5,13 km  | 1er        | 3 min 23 s 7  | 90,7 km/h  | 1er   |
| Étape 1 | 23 oct | SS3  | 10 h 22 | Myherin 1     | 27,88 km | 1er        | 15 min 29 s 3 | 108,0 km/h | 1er   |
| Étape 1 | 23 oct | SS4  | 13 h 31 | Hafren 2      | 32,14 km | 2e         | 18 min 54 s 7 | 102,0 km/h | 1er   |
| Étape 1 | 23 oct | SS5  | 14 h 12 | Sweet Lamb 2  | 5,13 km  | 1er        | 3 min 24 s 1  | 90,5 km/h  | 1er   |
| Étape 1 | 23 oct | SS6  | 14 h 30 | Myherin 2     | 27,88 km | 2e         | 15 min 40 s 1 | 106,8 km/h | 1er   |
| Étape 2 | 24 oct | SS7  | 8 h 35  | Rhondda 1     | 35,72 km | 2e         | 19 min 32 s 4 | 109,7 km/h | 1er   |
| Étape 2 | 24 oct | SS8  | 10 h 26 | Crychan 1     | 14,99 km | 1er        | 8 min 34 s 4  | 104,9 km/h | 1er   |
| Étape 2 | 24 oct | SS9  | 10 h 54 | Halfway 1     | 18,37 km | 1er        | 10 min 19 s 6 | 106,7 km/h | 1er   |
| Étape 2 | 24 oct | SS10 | 14 h 58 | Rhondda 2     | 35,72 km | 2e         | 19 min 10 s 0 | 111,8 km/h | 1er   |
| Étape 2 | 24 oct | SS11 | 16 h 49 | Crychan 2     | 14,99 km | 1er        | 8 min 44 s 9  | 102,8 km/h | 1er   |
| Étape 2 | 24 oct | SS12 | 17 h 17 | Halfway 2     | 18,37 km | 1er        | 10 min 38 s 0 | 103,7 km/h | 1er   |
| Étape 3 | 25 oct | SS13 | 8 h 28  | Port Talbot 1 | 17,41 km | 2e         | 9 min 01 s 0  | 115,9 km/h | 1er   |
| Étape 3 | 25 oct | SS14 | 9 h 27  | Rheola 1      | 22,51 km | 5e         | 12 min 45 s 5 | 105,9 km/h | 1er   |
| Étape 3 | 25 oct | SS15 | 10 h 56 | Port Talbot 2 | 17,41 km | 1er        | 9 min 11 s 9  | 113,6 km/h | 1er   |
| Étape 3 | 25 oct | SS16 | 11 h 55 | Rheola 2      | 22,51 km | 4e         | 13 min 05 s 6 | 103,2 km/h | 1er   |

### Bilan de la saison
Sébastien Loeb poursuit sa série record en s'adjugeant un sixième sacre mondial consécutif. Ce nouvel accomplissement fut cependant établi dans des circonstances moins dominatrices que l'année précédente. Après un début de saison historique en termes d'enchaînement de victoires, l'Alsacien aura connu plusieurs coups du sort à l'approche de la période estivale et se sera heurté à la régularité sans faille de Mikko Hirvonen, auteur de onze podiums sur les douze rallyes du calendrier. Le Finlandais aura également pu compter sur un barème de points privilégiant davantage les places d'honneur au détriment des victoires, situation qui sera corrigée à compter des saisons suivantes par la FIA sur l'ensemble des championnats du monde qu'elle sanctionne. Enfin, le duo Loeb-Sordo permit à Citroën de décrocher un nouveau titre mondial pour la deuxième année consécutive chez les constructeurs au détriment du rival américain Ford.
| #     | Rallye                    | Surface              | Départ | Victoire | Podium | Abandon | Points | E.S. Prog. | E.S. Clas. | E.S. Dép. | Scratchs | %Scratchs | E.S. Tête | %E.S. Tête | Clas. |
| ----- | ------------------------- | -------------------- | ------ | -------- | ------ | ------- | ------ | ---------- | ---------- | --------- | -------- | --------- | --------- | ---------- | ----- |
| 1     | Rallye d'Irlande          | Asphalte             | ●      | ●        | ●      |         | 10     | 19         | 19         | 17        | 11       | 64,71%    | 16        | 84,21%     | 1er   |
| 2     | Rallye de Norvège         | Terre enneigée       | ●      | ●        | ●      |         | 10     | 23         | 23         | 23        | 9        | 39,13%    | 16        | 69,57%     | 1er   |
| 3     | Rallye de Chypre          | Mixte Terre/Asphalte | ●      | ●        | ●      |         | 10     | 14         | 14         | 14        | 6        | 42,86%    | 14        | 100,00%    | 1er   |
| 4     | Rallye du Portugal        | Terre abrasive       | ●      | ●        | ●      |         | 10     | 18         | 18         | 18        | 10       | 55,56%    | 10        | 55,56%     | 1er   |
| 5     | Rallye d'Argentine        | Terre abrasive       | ●      | ●        | ●      |         | 10     | 23         | 23         | 23        | 12       | 52,17%    | 13        | 56,52%     | 1er   |
| 6     | Rallye de Sardaigne       | Terre abrasive       | ●      |          |        |         | 5      | 17         | 17         | 17        | 5        | 29,41%    | 0         | 0,00%      | 4e    |
| 7     | Rallye de l'Acropole      | Terre abrasive       | ●      |          |        | ●       | 0      | 17         | 6          | 6         | 0        | 0,00%     | 0         | 0,00%      | Ab.   |
| 8     | Rallye de Pologne         | Terre rapide         | ●      |          |        |         | 2      | 18         | 18         | 15        | 5        | 33,33%    | 1         | 5,56%      | 7e    |
| 9     | Rallye de Finlande        | Terre rapide         | ●      |          | ●      |         | 8      | 23         | 23         | 23        | 7        | 30,43%    | 1         | 4,35%      | 2e    |
| 10    | Rallye d'Australie        | Terre rapide         | ●      |          | ●      |         | 8      | 35         | 35         | 33        | 9        | 27,27%    | 12        | 34,29%     | 2e    |
| 11    | Rallye de Catalogne       | Asphalte             | ●      | ●        | ●      |         | 10     | 18         | 18         | 18        | 5        | 27,78%    | 9         | 50,00%     | 1er   |
| 12    | Rallye de Grande-Bretagne | Terre rapide         | ●      | ●        | ●      |         | 10     | 16         | 16         | 16        | 9        | 56,25%    | 16        | 100,00%    | 1er   |
| Total |                           |                      | 12     | 7        | 9      | 1       | 93     | 241        | 230        | 223       | 88       | 39,46%    | 108       | 46,96%     | 1er   |

## Championnat de France FFSA GT
Une semaine après sa victoire au rallye du Portugal, Sébastien Loeb prend part à la deuxième compétition GT de sa carrière en s'engageant au volant d'une Ferrari 550 Maranello dans la manche d'ouverture de la Super Série FFSA. Organisée sur le circuit de Nogaro dans le cadre des traditionnelles Coupes de Pâques, l'épreuve regroupe vingt-six équipages, l'Alsacien étant pour sa part associé à Ange Barde, quadruple vainqueur du Ferrari Challenge Europe.
Les deux hommes achèvent les différentes séances d'essais privés entre la cinquième et la septième place, réduisant continuellement l'écart au tour les séparant des meilleures équipes. Lors des qualifications, Ange Barde réalise le quatrième temps de la première session, à un peu plus de deux secondes de la pole position décrochée par Jean-Claude Police. Loeb se classe quant à lui septième de la séance suivante avec un écart légèrement supérieur par rapport à la meilleure marque de Soheil Ayari.
Quatrième sur la grille de la première course disputée sous la pluie, Ange Barde prend un départ en demi-teinte et cède deux places au moment d'aborder la première courbe. Il parvient à reprendre une position en profitant d'une erreur de pilotage de Wilfried Mérafina au onzième tour puis conserve son rang jusqu'au passage de relais à Sébastien Loeb. L'encombrement dans les stands, ainsi que la confusion générale portant sur la stratégie à adopter en matière de pneumatiques, permettent à l'Alsacien d'accrocher la troisième place au moment de la fermeture de la fenêtre de ravitaillement. Il sera finalement repris par les Corvette C6.R de Laurent Cazenave et Olivier Panis, ces dernières étant plus véloces que la vieillissante Ferrari, et achèvera sa course en cinquième position.
La deuxième manche a lieu le lundi sur une piste désormais sèche. Chargé du premier relais, le champion du monde des rallyes conserve sa septième place générale lors du départ avant de tenter un dépassement par l'intérieur sur la Saleen S7R d'Olivier Porta. Les deux voitures s'accrochent, la Ferrari numéro 11 parvenant à éviter la glissade et à prendre le dessus sur sa concurrente. L'Alsacien pointe en sixième position au moment du passage de témoin à son équipier. Ange Barde sera finalement victime d'une sortie de piste et franchira la ligne d'arrivée à la douzième place.
| Catégorie | N°      | Équipe                             | Voiture               | Voiture               | Équipier   | Équipier   | Équipier   |
| --- | ------- | ---------------------------------- | --------------------- | --------------------- | ---------- | ---------- | ---------- |
| GT1 | 11      | Solution F                         | Ferrari 550 Maranello | Ferrari 550 Maranello | Ange Barde | Ange Barde | Ange Barde |
| Date | Heure   | Phase                              | Temps                 | Tours                 | Écart      | Clas. Cat. | Clas.      |
| 9 avr | 9 h 00  | Essais Privés 1                    | Pas de temps          | 0                     | -          | -          | -          |
| 9 avr | 16 h 45 | Essais Privés 2                    | 1 min 25 s 722        | 22                    | +3 s 038   | 5e         | 5e         |
| 10 avr | 9 h 30  | Essais Privés 3                    | 1 min 25 s 133        | 12                    | +2 s 434   | 6e         | 6e         |
| 10 avr | 15 h 50 | Essais Privés 4                    | 1 min 36 s 027        | 20                    | +2 s 402   | 7e         | 7e         |
| 11 avr | 17 h 25 | Essais Qualificatifs - Pilotes 1 ‡ | 1 min 38 s 271        | 11                    | +2 s 370   | 4e         | 4e         |
| 11 avr | 18 h 15 | Essais Qualificatifs - Pilotes 2   | 1 min 37 s 110        | 12                    | +2 s 640   | 7e         | 7e         |
| 12 avr | 15 h 00 | Course 1                           | 1 h 01 min 18 s 137   | 35                    | +40 s 873  | 5e         | 5e         |
| 13 avr | 15 h 00 | Course 2                           | 1 h 02 min 28 s 247   | 40                    | +2 Tours   | 7e         | 12e        |
| |         |                                    |                       |                       |            |            |            |
| Légende : ‡ — Cette partie de l'épreuve fut intégralement prise en charge par le coéquipier de Sébastien Loeb. |         |                                    |                       |                       |            |            |            |

## Porsche Matmut Carrera Cup France
Parallèlement à son engagement dans le Championnat de France FFSA GT, Sébastien Loeb fait coup double à l'instar de l'année précédente en participant aux épreuves de Porsche Carrera Cup France ayant lieu le même week-end, toujours sur le circuit de Nogaro et dans le cadre des Coupes de Pâques de la Super Série FFSA.
Au volant d'une des trois voitures engagées par l'équipe Pro GT by Alméras parmi une liste comptant un total de vingt pilotes, il oscille entre la quatrième et la treizième place du général lors des essais privés. Chronométré à environ une demi-seconde de son coéquipier Frédéric Gabillon, il se classe neuvième des deux séances qualificatives disputées sous la pluie, réduisant l'écart au tour avec les meilleurs temps enregistrés par l'écurie Graff Racing au fur et à mesure du roulage accumulé.
Sur une piste détrempée, Loeb prend un départ convenable lors de la première course disputée le dimanche avant de se faire surprendre par Marc Thomas Guillot au bout de la ligne droite des stands. Il parvient à reprendre son rang au détriment de son adversaire à la mi-course puis creuse l'écart sans pour autant se rapprocher du peloton de tête. Il conservera la même position jusqu'au drapeau à damiers : « Les pneus se sont dégradés assez vite et le comportement de la voiture ne me plaisait pas trop. Il faut que nous revoyions les réglages pour la seconde course. Je me suis retrouvé derrière Guillot et une fois que j’ai pu le doubler, je me suis détaché un peu et j’ai fait une course un peu en solitaire. ».
La deuxième course est organisée le lendemain matin en l'absence d'humidité. L'Alsacien prend un meilleur départ que la veille et parvient à dépasser son coéquipier Frédéric Gabillon au premier virage. Ce dernier disputant l'intégralité du championnat et jouant les points sur cette épreuve, Loeb décide de lui céder sa place à l'issue des premières boucles. Il gagnera une position supplémentaire à deux tours de l'arrivée en profitant de la crevaison de Kévin Estre et terminera à la huitième place finale : « J’ai pris un meilleur départ aujourd'hui et cela m’a permis de rester avec le groupe au début. J’étais devant mon équipier Frédéric Gabillon dans les premiers kilomètres et je ne voulais pas non plus le bloquer, donc je l’ai laissé passer. Ensuite, je suis resté quasiment dans le même rythme que les pilotes devant moi, mais il m’en manquait un tout petit peu pour rester collé avec eux. Je continue de progresser et par rapport à ma dernière participation à Albi, j’ai réduit l’écart avec les meilleurs pilotes, c’est le point positif. Il faudrait maintenant que j’arrive à faire de bonnes qualifications, car c’est une clé très importante pour l’obtention d’un bon résultat dans cette discipline. ».
| Groupe | N°      | Équipe                 | Voiture             | Voiture             | Voiture             |            |       |
| ------ | ------- | ---------------------- | ------------------- | ------------------- | ------------------- | ---------- | ----- |
| A      | 50      | Pro GT by Alméras      | Porsche 997 GT3 Cup | Porsche 997 GT3 Cup | Porsche 997 GT3 Cup |            |       |
| Date   | Heure   | Phase                  | Temps               | Tours               | Écart               | Clas. Grp. | Clas. |
| 9 avr  | 10 h 30 | Essais Privés 1        | 1 min 30 s 935      | 23                  | +2 s 404            | 10e        | 13e   |
| 9 avr  | 14 h 00 | Essais Privés 2        | 1 min 29 s 790      | 15                  | +1 s 039            | 4e         | 4e    |
| 9 avr  | 15 h 45 | Essais Privés 3        | 1 min 30 s 289      | 6                   | +2 s 442            | 8e         | 11e   |
| 10 avr | 10 h 15 | Essais Privés 4        | 1 min 29 s 501      | 6                   | +1 s 247            | 8e         | 8e    |
| 10 avr | 11 h 05 | Essais Qualificatifs 1 | 1 min 41 s 447      | 3                   | +1 s 989            | 9e         | 9e    |
| 10 avr | 11 h 35 | Essais Qualificatifs 2 | 1 min 41 s 168      | 3                   | +1 s 403            | 9e         | 9e    |
| 12 avr | 11 h 50 | Course 1               | 31 min 13 s 368     | 18                  | +25 s 778           | 9e         | 9e    |
| 13 avr | 11 h 15 | Course 2               | 27 min 41 s 911     | 18                  | +15 s 481           | 8e         | 8e    |

## 6eRallye du Chablais
Une semaine après sa troisième place obtenue en Sardaigne, Sébastien Loeb participe à la sixième édition du rallye du Chablais, épreuve asphalte comptant pour le championnat national suisse et dont il est le parrain de l'évènement. Copiloté par son épouse Séverine au volant d'une Citroën C2 S1600, l'Alsacien y tient le rôle d'ouvreur de luxe pour le compte des pilotes locaux : « Cette opportunité de côtoyer les équipages helvétiques, dans un contexte convivial et sportif, sans autre enjeu que le plaisir, est sympathique. Le nom de certains pilotes suisses résonne au-delà des frontières de ce pays. Les côtoyer sera, à coup sûr, un moment plus qu’agréable. ».

## Formule 1
Le 11 juillet 2009, le journal L'Équipe publie une interview de Sébastien Loeb dans lequel le quintuple champion du monde des rallyes affirmerait être disponible pour remplacer Sébastien Bourdais au sein de l'écurie Toro Rosso, des rumeurs indiquant la mise à pied de son compatriote après le Grand Prix d'Allemagne se faisant de plus en plus insistantes en raison de performances jugées insuffisantes : « J'ai entendu parler de cette éventualité pour Sébastien Bourdais. Mais rien n'est fait. Il ne faut pas m'imaginer au départ du Grand Prix de Hongrie. Je roulerais bien à la place de Sébastien Bourdais. À la limite, tant que les calendriers F1-Rallyes ne se chevauchent pas, tout est possible. S'il y a une place chez Toro Rosso, je suis disponible. On en discutera. Mais de toute façon, rien n'est fait. Si Toro Rosso a besoin d'un pilote, je veux bien dépanner. ». Dès le lendemain, l'Alsacien dément avoir une quelconque intention de prendre la place du quadruple champion de Champ Car et assure que ses propos ont été mal interprétés et sortis de leur contexte : « Je suis un peu surpris par la tournure qu’a pris cette affaire, et surtout de l’utilisation déformée ou hors-contexte de mes propos pour relayer des rumeurs. Ce n’est pas vraiment mon style de déclarer dans la presse que je visais la place de Sébastien Bourdais. ». Il souligne quelques semaines plus tard que sa priorité reste le rallye pour les années à venir, sans être pour autant opposé à poursuivre ses expériences dans la catégorie reine des courses de monoplaces.
Bourdais ayant finalement été débarqué de Toro Rosso comme le laissaient supposer les rumeurs, Red Bull, propriétaire de l'écurie et sponsor commun de Sébastien Loeb et de la marque aux chevrons, annonce étudier la possibilité d'une présence du champion du monde des rallyes au départ d'une des manches restantes du calendrier de Formule 1. Le 5 septembre 2009, à l'occasion de l'officialisation du renouvellement de contrat liant Loeb à Citroën Racing pour une durée de deux ans, Olivier Quesnel déclare donner son feu vert à son pilote vedette pour prendre le départ du Grand Prix d'Abou Dhabi, manche de clôture de la saison et disputé une semaine après la fin du championnat WRC : « Je ne suis pas patron d'une écurie de F1, donc je n'ai pas de volant à proposer à Sébastien. Mais si quelqu'un fait une proposition à Sébastien, Citroën Racing lui donnera l'autorisation de faire le Grand Prix d'Abou Dhabi, la saison de rallye étant terminée à cette date. »,,. Quelques jours après sa victoire au rallye de Catalogne, l'Alsacien se prépare à cette éventualité en participant à une session de trois jours de tests au volant d'une des monoplaces GP2 de l'écurie David Price Racing sur le circuit de Jerez. Avec un meilleur temps au tour chronométré à 1 min 28 s 114, il se classe dernier des vingt-cinq pilotes engagés, à environ deux secondes de la meilleure marque du Suédois Marcus Ericsson et huit dixièmes derrière son coéquipier Michael Herck,. La perspective de devenir le premier pilote de rallye à prendre part à une manche du championnat de Formule 1 connaît finalement un coup d'arrêt le 20 octobre 2009 avec le refus de la FIA de lui accorder une Super Licence, passeport obligatoire avant tout engagement dans cette discipline : « Le règlement est très précis pour l'avoir. Je ne remplissais aucune des conditions stipulées dans ce règlement. La non-obtention de cette licence est alors assez logique. Il n'y a pas à crier au scandale. De toute façon, il n'y a pas de regrets car il n'y avait pas d'ambition. Le seul regret que je peux avoir, c'est que ça m'aurait amusé de le faire. Des opportunités comme ça, je m'étais dit que je n'en aurais qu'une dans ma vie. C'était pour ça que j'avais accepté. Là, elle est passée. Je n'ai pas eu la Super Licence cette fois, je ne vois pas comment je pourrais l'acquérir sans me préparer et sans faire les essais nécessaires en F1. Le rallye a toujours été ma priorité. Cette participation à un Grand Prix était un bonus, un cadeau que me faisait Red Bull. Ça ne se fait pas, ce n'est pas bien grave. »,,,.

## 55eRallye du Var
Un mois après la clôture du championnat WRC et l'obtention de son sixième titre mondial, Sébastien Loeb s'engage pour la deuxième année consécutive au départ du rallye du Var, dernière manche de la saison du championnat de France. De nouveau copiloté par son épouse Séverine, l'Alsacien se voit mettre à disposition l'une des Citroën C4 WRC disputant les épreuves du mondial ainsi que l'assistance technique de la branche sportive de la marque aux chevrons. Il réalise le scratch dès la première spéciale sur un asphalte partiellement détrempé et s'empare des commandes devant la Subaru Impreza de Brice Tirabassi : « Nous sommes partis avec des pneus pluie pour ne pas taper dans le stock de pneus slicks. Les délais étaient un peu courts sur le routier. Nous avons juste eu le temps de nous casquer. ». Il porte son avance à plus de trente secondes au soir de la première étape malgré un choix de gommes inadapté pour des routes s'asséchant : « Tout s’est très bien passé. Les pneus étaient un peu trop tendres dans la deuxième boucle. Nous n’en avons plus d’autres pour le reste du rallye. On nous avait annoncé des routes humides, je croyais avoir fait le bon choix. ». Loeb continue de monopoliser le haut de la feuille des temps tout au long de la deuxième étape avant de perdre la tête du rallye sur une erreur de pointage au moment de rejoindre le parc fermé. Sanctionné de trois minutes de pénalité, il rétrograde à la seconde place avec un déficit de trente secondes sur la Ford Focus WRC du Belge Pieter Tsjoen avant le coup d'envoi de la dernière journée de course. Le champion du monde parvient à combler son retard à la mi-parcours sous des pluies torrentielles en dépit d'un stock de pneus tendres réduit à néant et franchit l'arrivée sans partir à la faute pour décrocher sa deuxième victoire générale dans cette épreuve après celle acquise en 2000 : « Ce fut un grand moment. Ce sont de très belles spéciales. Nous avons connu toutes les conditions météos. Hier, nous avons eu une très belle journée et aujourd'hui, nous avons eu beaucoup d’eau sur la route. Séverine m’a rajouté un challenge. Il y avait beaucoup de monde sur les spéciales. Comme il n’y avait pas de manche du Championnat du monde en France, c’était une bonne occasion de rouler devant notre public. ».
| Étape    | Jour   | E.S. | Heure   | Nom                | Distance | Clas. Spé. | Temps         | Vit. Moy.   | Clas. |
| -------- | ------ | ---- | ------- | ------------------ | -------- | ---------- | ------------- | ----------- | ----- |
| Étape 1  | 27 nov | SS1  | 14 h 46 | Le Canadel 1       | 8,02 km  | 1er        | 5 min 41 s 3  | 84,59 km/h  | 1er   |
| Étape 1  | 27 nov | SS2  | 16 h 28 | Pignans            | 16,06 km | 1er        | 10 min 49 s 7 | 88,99 km/h  | 1er   |
| Étape 1  | 27 nov | SS3  | 16 h 55 | Collobrières 1     | 33,15 km | 1er        | 20 min 25 s 5 | 97,38 km/h  | 1er   |
| Étape 2  | 28 nov | SS4  | 9 h 00  | Gonfaron           | 14,20 km | 1er        | 9 min 04 s 9  | 93,82 km/h  | 1er   |
| Étape 2  | 28 nov | SS5  | 9 h 40  | Bormes-les-Mimosas | 10,57 km | 1er        | 6 min 38 s 1  | 95,58 km/h  | 1er   |
| Étape 2  | 28 nov | SS6  | 10 h 20 | Le Canadel 2       | 8,02 km  | 1er        | 5 min 28 s 7  | 87,84 km/h  | 1er   |
| Étape 2  | 28 nov | SS7  | 11 h 55 | Vidauban 1         | 32,11 km | 1er        | 19 min 37 s 5 | 98,17 km/h  | 1er   |
| Étape 2  | 28 nov | SS8  | 15 h 55 | Collobrières 2     | 33,15 km | 1er        | 19 min 38 s 0 | 101,31 km/h | 2e    |
| Étape 3  | 29 nov | SS9  | 7 h 05  | La Garde-Freinet   | 10,99 km | 2e         | 7 min 15 s 2  | 90,91 km/h  | 2e    |
| Étape 3  | 29 nov | SS10 | 7 h 35  | Vidauban 2         | 32,11 km | 14e        | 23 min 19 s 4 | 82,60 km/h  | 1er   |
| Étape 3  | 29 nov | SS11 | 9 h 55  | Collobrières 3     | 33,15 km | 1er        | 20 min 19 s 3 | 97,88 km/h  | 1er   |
| Sources. |        |      |         |                    |          |            |               |             |       |